# Ка-52
Ка-52 «Аллигатор» (по кодификации НАТО — Hokum B) — российский разведывательно-ударный вертолёт нового поколения. Машина способна поражать бронированную и небронированную технику, живую силу и воздушные цели на поле боя. Представляет собой дальнейшее развитие вертолёта Ка-50 «Чёрная акула».
До прекращения серийного производства Ка-50 в 2009 году в качестве специфики боевого применения Ка-52 предусматривалось выполнение им задач командирской машины армейской авиации, осуществляющей разведку местности, целеуказание и координацию действий группы боевых вертолётов. Помимо выполнения разведывательно-боевых функций, Ка-52 может выполнять роль учебно-тренировочной машины.
Вариант корабельного базирования Ка-52К может оснащаться сравнительно более мощным, чем большинство ударных вертолётов армейской авиации, комплексом управляемого вооружения (КУВ) «Гермес-А» с максимальной дальностью стрельбы 15—20 км.
По контракту Минобороны РФ и ПАО «Арсеньевская авиационная компания „Прогресс“ им. Н. И. Сазыкина» от 2011 года планируется произвести 140 вертолётов на общую сумму 120 млрд рублей. Стоимость одного вертолёта — около 857 млн рублей.

## История создания
Прототип Ка-52
Первый лётный прототип вертолёта Ка-52, получивший бортовой № 061, был переоборудован к началу ноября 1996 года из серийного Ка-50 (11-й лётный экземпляр, ранее носивший бортовой № 021 и «выставочный» № H317). 25 июня 1997 года состоялся первый полёт лётного прототипа в режиме висения, а 13 августа 1997 года он совершил свой первый полёт по кругу.
В 2008 году на авиационном заводе «Прогресс» было построено ещё два опытных вертолёта Ка-52 (бортовые № 062 и 063), первый из которых совершил свой первый полёт 27 июня 2008 года. Лётные испытания второго из них — предсерийного Ка-52 (бортовой № 063), были начаты в октябре 2008 года.
29 октября 2008 года на заводе «Прогресс» запущено серийное производство «Аллигаторов» — началась сборка первых трёх серийных вертолётов установочной партии.
В мае 2011 года Ка-52 поступили на вооружение в строевую часть армейской авиации. 19 мая 2011 года майор Волков Андрей Евгеньевич, заместитель командира вертолётной эскадрильи, перегнал первый вертолёт Ка-52 из опытной партии с завода «Прогресс» на 575-ю авиационную базу армейской авиации (аэродром «Черниговка»).
23 октября 2012 года успешно завершены государственные совместные испытания оптико-локационной станции[какой?].

## Конструкция
Компоновка, конструкция, несущая система и оперение Ка-52, за исключением передней части фюзеляжа (до 18-го шпангоута), практически полностью повторяют технический облик вертолёта Ка-50. Силовая установка серийных машин состоит из 2 турбовальных двигателей ВК-2500, являющихся модификацией повышенной мощности двигателей ТВ3-117ВМА. Предсерийные машины, а также как минимум первые серийные вертолёты установочной партии оснащались турбовальными двигателями ТВ3-117ВМА. Как и на Ка-50, двигатели Ка-52 оборудованы пылезащитными устройствами, а также съёмными экранно-выхлопными устройствами (ЭВУ) для снижения заметности вертолёта в инфракрасном диапазоне. Главный вертолетный редуктор ВР-80 и промежуточные редукторы ПВР-800 разработаны в 1982 г. и вместе с двумя двигателями ТВ3-117 входят в состав силовых установок боевых вертолетов Ка-50, Ка-50-2 и Ка-52. Серийное производство редукторов ВР-80 и ПВР-800 осваивается в ОАО «Красный Октябрь» (г. Санкт-Петербург). Заявленный производителем ресус работы редукторов — 900 часов, срок службы — 12 лет.
Кабина Ка-52
Передняя часть фюзеляжа (до 18-го шпангоута) включает в себя носовой отсек, а также двухместную кабину со схемой расположения членов экипажа рядом. Кабина экипажа имеет бронирование. Ведение огня и управление вертолётом (в том числе одновременное) может осуществлять как командир экипажа, так и оператор систем вооружения. Также полностью дублированная система управления, в сочетании со схемой расположения членов экипажа рядом, как нельзя лучше подходит для учебно-тренировочного применения. Ка-52 является одним из двух единственных моделей вертолёта в мире с системой катапультирования (второй — Ка-50). Катапультирование членов экипажа (при помощи катапультируемых кресел К-37-800М) из кабины возможно на высотах от 0 до 4100 м, оно производится после отстрела лопастей специальной взрывчаткой

### Прицельно-пилотажно-навигационный комплекс
Вертолёты Ка-52 серийных выпусков 2010-х годов имеют в составе своего бортового радиоэлектронного оборудования (БРЭО) интегрированный прицельно-пилотажно-навигационный комплекс (ПрПНК) с открытой архитектурой «Аргумент-52» (также известный как БРЭО-5), базирующийся на интерфейсе ГОСТ Р 52070-2004 (эквивалент стандарта MIL-STD-1553B). В состав комплекса входит авионика, включающая в себя 5 многофункциональных дисплеев (МФД) на приборной доске (на первом Ка-52 с бортовым № 061 первоначально 4 жидкокристаллических дисплея), плюс 1 МФД перед левым пилотом (между его ног — за ручкой продольно-поперечного управления циклическим шагом несущего винта). Также на месте левого пилота установлен индикатор на лобовом стекле ИЛС-31. Для ночных полётов в состав комплекса входят очки ночного видения 3-го поколения ГЭО-ОНВ-1-01К, разработки НПО «Геофизика-НВ» (для их применения имеется специальный режим ночного освещения кабины). Кроме того, в составе ПрПНК Аргумент-52 имеются соответствующие прицельные и пилотажно-навигационные подсистемы:
- В качестве круглосуточной поисково-прицельной системы ПрПНК «Аргумент-52» вертолёта Ка-52 используется гиростабилизированная оптико-электронная система ГОЭС-451, производства УОМЗ, которая смонтирована снизу фюзеляжа, перед носовой стойкой шасси. ГОЭС-451 включает в себя ТВ-камеру (с широким и узким полями зрения), тепловизор, лазерный дальномер-целеуказатель, датчик системы наведения противотанковых управляемых ракет (ПТУР) — пеленгатор лазерного пятна, а также носовой датчик системы предупреждения о лазерном облучении вертолёта[20][21].

На первом опытном экземпляре Ка-52 (бортовой № 061) вместо ГОЭС-451 устанавливалась оптико-электронная система (ОЭС) «Самшит-Э» производства УОМЗ, подвижный шар которой первоначально располагался на верхней поверхности фюзеляжа, перед колонкой несущих винтов — за фонарём кабины экипажа. В трёх оптических окнах ОЭС «Самшит-Э» размещались дневная телевизионная система, тепловизор (французского производства), лазерный дальномер-целеуказатель и пеленгатор лазерного пятна. Впоследствии (к авиасалону МАКС-2003), ОЭС «Самшит-Э» на данной машине заменили модернизированной ОЭС «Самшит-БМ-1», и кроме того, в состав ПрПНК первого лётного экземпляра Ка-52 была добавлена пилотажная турельная оптико-электронная система ТОЭС-520, разработанная на базе гиростабилизированной оптико-электронной системы ГОЭС-520, предназначенная для круглосуточного обзора местности, поиска и обнаружения наземных ориентиров и препятствий. Размещалась ТОЭС-520 в сферическом обтекателе под носовой частью фюзеляжа — слева за носовым обтекателем.

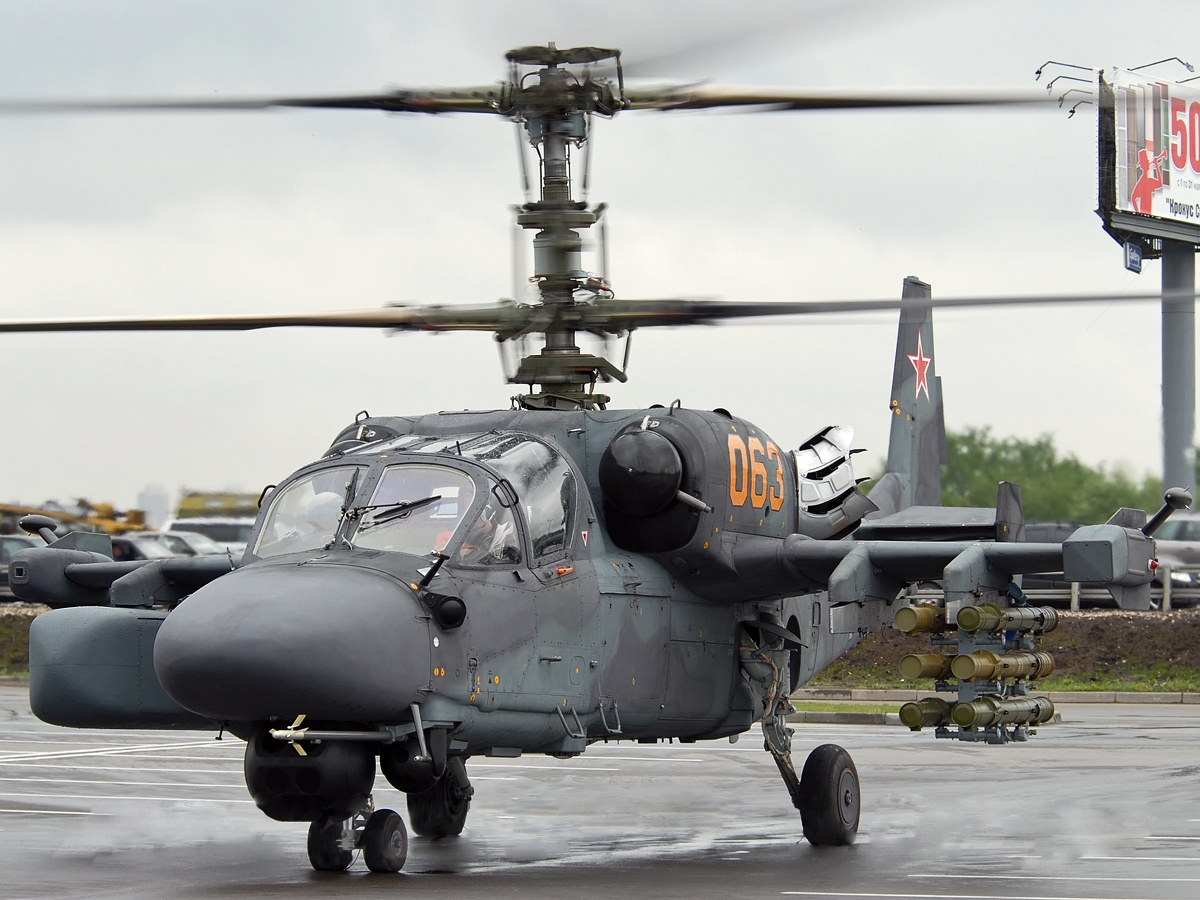
Третий лётный экземпляр Ка-52 (бортовой № 063), оборудованный прототипом ГОЭС‑451 и ТОЭС-520 (снизу фюзеляжа, перед носовой стойкой шасси), в выставочном центре HeliRussia-2009.

- Круглосуточная обзорно-пилотажная система ТОЭС-520, используемая в ПрПНК «Аргумент-52», включает в себя ТВ-камеру и тепловизор, применяемые для ночных полётов. Система испытывалась на предсерийных лётных экземплярах Ка-52. При этом «шарик» ТОЭС-520, меньший по размеру, чем ГОЭС-451, размещался слева от последней[20]. Тем не менее, на машинах последующих серийных выпусков 2010-х годов ТОЭС-520 не устанавливалась[13][24][25]➤.
- В качестве бортовой радиолокационной станции ПрПНК «Аргумент-52» серийных вертолётов используется радиолокационный комплекс (РЛК) переднего обзора FH01 «Арбалет», антенна и часть модулей которого размещены в радиопрозрачном носовом обтекателе[26]. РЛК FH01 «Арбалет» миллиметрового диапазона обеспечивает своевременное обнаружение препятствий и выявление целей, в связи с чем позволяет осуществлять полёт на предельно-малых высотах, в режиме картографирования местности, с возможностью индикации движущихся целей[20]. В перспективе планируется оснащение Ка-52 дальнейшим развитием РЛК «Арбалет», получившим обозначение FH02, с двухдиапазонной БРЛС миллиметрового и сантиметрового диапазонов (последний более оптимальный для обнаружения надводных целей)[27][28].

На первом опытном экземпляре Ка-52 (бортовой № 061) вместо РЛК FH01 «Арбалет» первоначально под носовым обтекателем была смонтирована обзорно-прицельная система (ОПС) «Ротор» на поворотной установке (в пределах ±110°), перед первым полётом заменённая доработанным радиопрозрачным носовым обтекателем для размещения части модулей РЛК «Арбалет». ОПС «Ротор» имела два оптических окна, в одном из которых был установлен датчик тепловизора «Виктор» (фр. Victor) французской фирмы «Томсон» (фр. Thomson). Кроме того, правое место штурмана-оператора данной машины первоначально было оборудовано бинокулярно-перископической оптической системой с большой кратностью увеличения (сопряжённой с лазерным дальномером-целеуказателем), визир которой располагался в сферическом обтекателе под кабиной. Впоследствии оптическая обзорно-прицельная система также была демонтирована.
Вариант Ка-52, оснащённый ОПС «Ротор» (вместо носового РЛК «Арбалет» переднего обзора), предполагалось оборудовать надвтулочной модификацией РЛС «Арбалет» кругового обзора, обтекатель которой также первоначально устанавливался над колонкой несущих винтов первого лётного экземпляра Ка-52 (бортовой № 061). Однако, впоследствии от идеи оснащения «Аллигатора» надвтулочной РЛС отказались из-за значительного ухудшения массогабаритных и вибрационных характеристик вертолёта.
11 февраля 2019 года генеральный директор холдинга «Вертолёты России» А. И. Богинский сообщил о том, что Министерство обороны Российской Федерации утвердило новые технические требования для производства боевых вертолётов Ка-52 «Аллигатор». В рамках данной модернизации предусмотрена установка на серийных Ка-52 цифрового ПрПНК «Аргумент-2000», унифицированного с другими типами вертолётов разработки ОКБ «Камов».
Прицельно-пилотажно-навигационный комплекс «Аргумент-2000»
В состав комплекса входят:
- бортовая цифровая вычислительная машина (БЦВМ) «Багет-53» с открытой архитектурой;
- пилотажно-навигационный комплекс ПНК-73ДМ;
- круглосуточная обзорно-пилотажная система ТОЭС-520;
- круглосуточная поисково-прицельная система ГОЭС-451 (сопряжена с РЛК «Арбалет»);
- радиолокационный комплекс «Арбалет» (сопряжён с ГОЭС-451);
- бортовой комплекс связи БКС-50;
- бортовой комплекс обороны;
- авионика с применением МФД и нашлемных систем целеуказания и индикации (НСЦИ);
- двойное управление комплексом, одинаковое для обоих членов экипажа, сгруппированное на их органах управления вертолётом.

ПрПНК «Аргумент-2000» имеет открытую архитектуру и мультиплексные шины обмена данных, соответствующие национальным стандартам.

### Бортовой комплекс обороны
Бортовым комплексом обороны (БКО) Ка-52 является комплекс Л-370 «Витебск», отдельные элементы которого, под индексом Л-370П2, начали устанавливаться на «Аллигаторы» после 2010 года. В 2015 году начались первые серийные поставки БКО, в том числе для оснащения производимых Ка-52, в модификации для данного вертолёта получившим обозначение Л-370В52.
БКО Ка-52 предназначен для обнаружения лазерного облучения вертолёта с идентификацией лазерных средств наведения и дальнометрии противника, а также для противодействия нацеленным на вертолёт управляемым ракетам (УР) с инфракрасными головками самонаведения (ИКГСН), и предупреждения о фактах их пуска. Аппаратура Л-370В52 «Витебск» включает в себя:
- устройство управления;
- аппаратуру обнаружения лазерного облучения;
- ультрафиолетовые (УФ) пеленгаторы пуска ракет;
- станции оптико-электронного подавления (СОЭП);
- устройства выброса пассивных помех.

В перспективе планируется включить в состав БКО вертолёта цифровую станцию активных помех (ЦСАП), предназначенную для подавления РЛС обнаружения и наведения противника, а также для противодействия УР с радиолокационными головками самонаведения.

### Вооружение

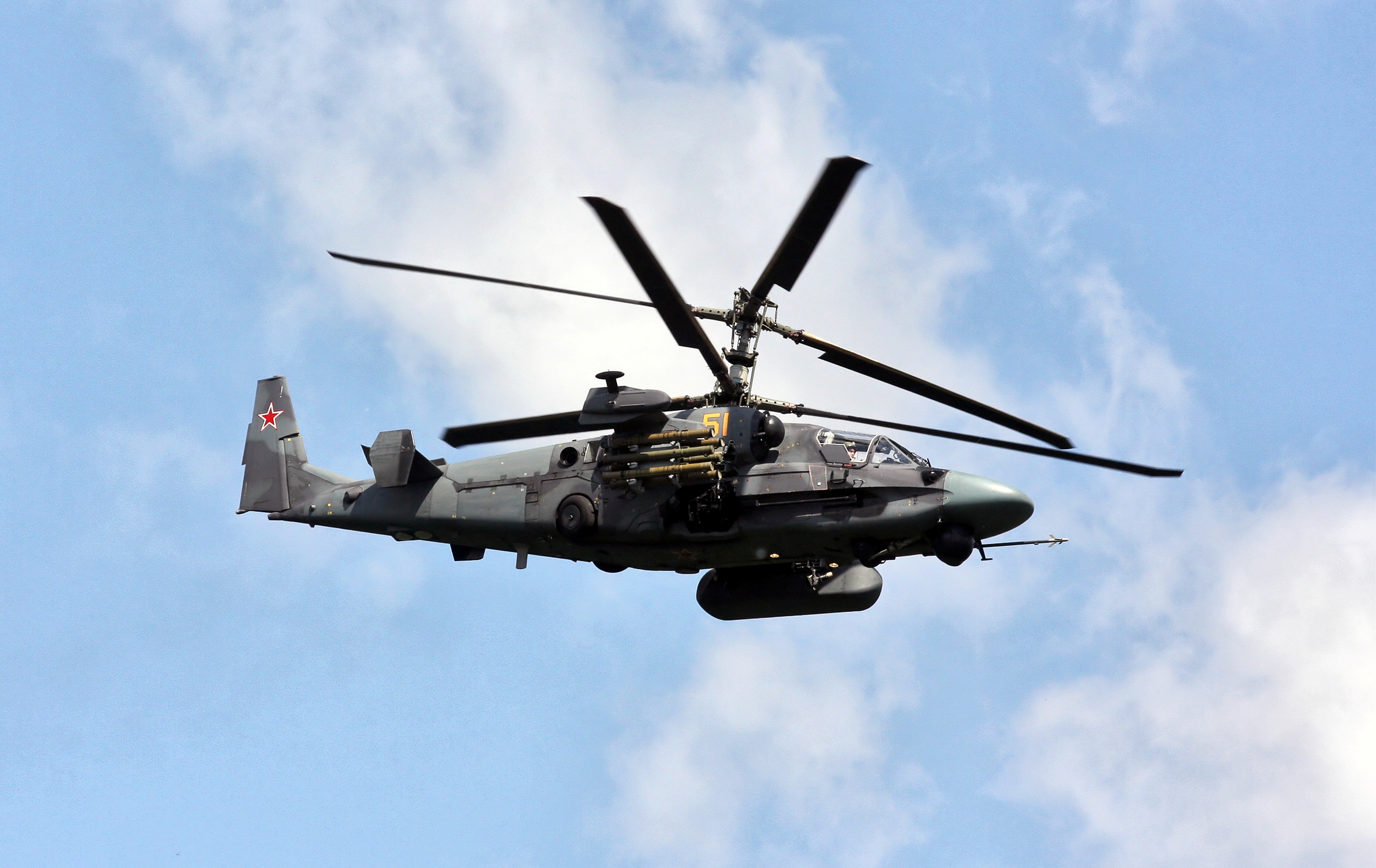
Ка-52 в полёте, июнь 2011 года

Сохранив всю номенклатуру вооружения одноместного вертолёта (подвижная пушечная установка с автоматической пушкой 2А42 калибра 30 мм и боекомплектом 460 выстрелов, блоки неуправляемых авиационных ракет (НАР) калибра 122 и 80 мм, авиабомбы, пушечные контейнеры и другое вооружение общей массой до 2000 кг), Ка-52 может быть дополнительно вооружён:
- лёгкая многоцелевая управляемая ракета (ЛМУР) «Изделие 305» для вертолётов модификации Ка-52М[34][35];
- противотанковым ракетным комплексом (ПТРК) «Штурм-ВУ», оснащённым ПТУР 9М120-1 «Атака» с лазерной головкой самонаведения (ЛГСН)[36];
- неуправляемыми авиационными ракетами класса «воздух-земля» калибра до 240 мм (типа С-24);
- УР класса «воздух-воздух» ближнего боя «Игла-В».

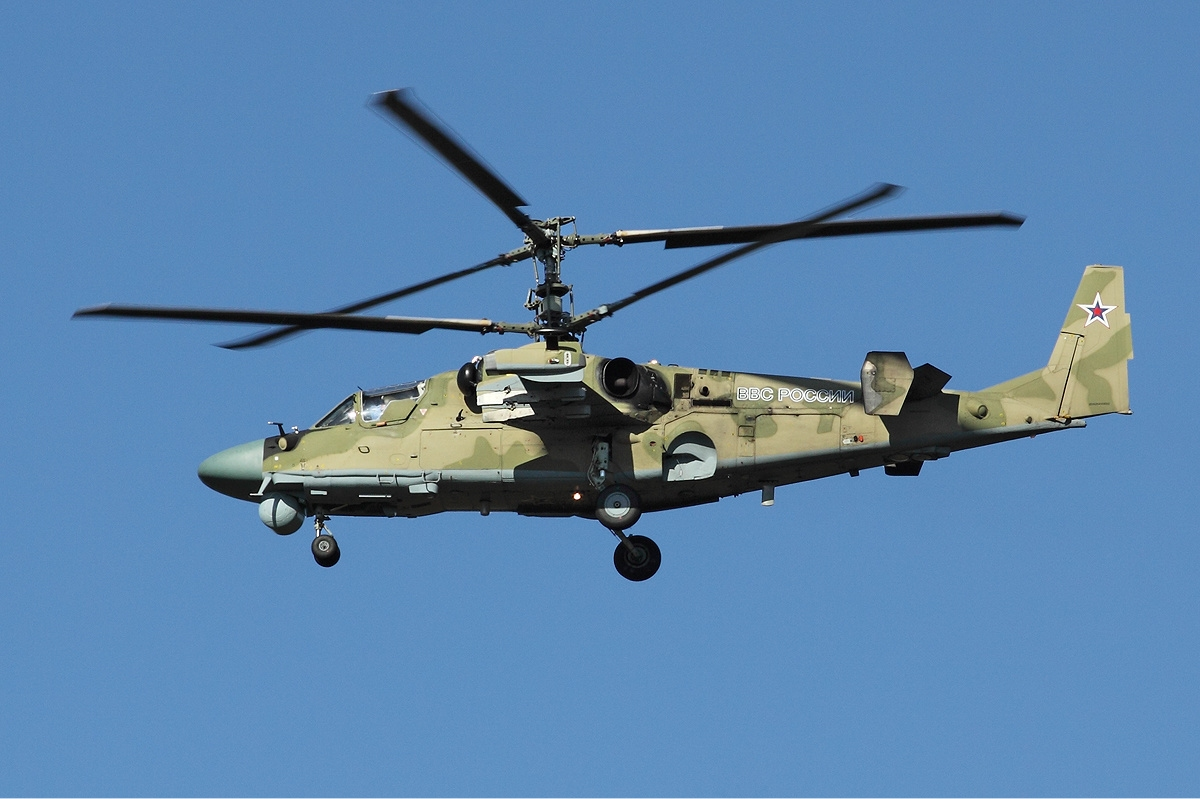
Ка-52 в полёте, осень 2011 года

Ракета «Игла-В», созданная на основе зенитной управляемой ракеты (ЗУР) 9М39 переносного зенитного ракетного комплекса (ПЗРК) сухопутных войск 9К38 «Игла», имеет всеракурсную двухспектральную ИКГСН; масса ракеты 10,7 кг, боевой части — 1,27 кг, высота поражаемых целей от 10 до 3500 м, скорость от 0 (вертолёт на висении) до 1440 км/ч, перегрузка до 5—6 g, дальность пуска от 800 до 5200 м.
В перспективе планируется применение ПТРК «Вихрь», оснащённых ракетами 9А4172, имеющими стартовую массу 42 кг и тандемную кумулятивную боевую часть, которые могут поражать бронированные цели (танки, БМП и т. п.) на дальности до 8 км, при этом толщина пробиваемой брони достигает 900 мм.
Ранее считалось, что немаловажным фактором, облегчающим подготовку Ка-52 к боевому вылету и пополнение боекомплекта в полевых условиях, является использование на вертолёте средств поражения, широко эксплуатируемых в ВВС и армейской авиации: ПТРК «Вихрь» были вооружены штурмовики Су-25Т и Су-25ТМ (Су-39), серийное производство которых предполагалось запустить на У-УАЗ, а пушка 2А42 является штатным вооружением боевых машин пехоты и десанта БМП-2 и БМД-2 соответственно.
В перспективе планируется оснащение Ка-52 новыми, ещё более эффективными системами вооружения.

## Модификации
| Обозначение и наименование | Первый полёт | Модификация и назначение                      |
| -------------------------- | ------------ | --------------------------------------------- |
| Ка-52 «Аллигатор»          | 1997         | Базовая версия для армейской авиации          |
| Ка-52К «Катран»            | 2015         | Палубная версия для морской авиации           |
| Ка-52М                     | 2020         | Модифицированная версия для армейской авиации |

### Ка-52К «Катран»
Ка-52К «Катран» со сложенными лопастями несущих винтов и консолями крыла (Международный военно-технический форум «Армия-2017», парк «Патриот»)
Модификация вертолёта Ка-52 (именуется «Катран») для корабельного базирования. Совершил первый полёт 7 марта 2015 года.
Отличается наличием механизма складывания лопастей несущих винтов и консолей крыла, усилением стоек шасси и дополнительной антикоррозийной обработкой.
Первоначально на корабельную версию вертолёта предполагалась установка новой радиолокационной станции (РЛС) с ФАР, которую планировалась разработать на базе РЛС «Жук-АЭ» (разработчик — «Корпорация „Фазотрон-НИИР“»). Однако в 2012 году главный конструктор вертолётного направления данной корпорации А. М. Швачкин сообщил о том, что в настоящее время на Ка-52К предусмотрена установка того же РЛК FH01 «Арбалет», что и на армейскую версию вертолёта.
Ка-52К «Катран» на МАКС-2015
На авиасалоне МАКС-2015 был представлен Ка-52К с новой оптико-электронной системой ОЭС‑52, производства АО «НПК „СПП“», основными отличиями которой от ГОЭС-451 являются меньшие габариты и масса. Данные характеристики были получены за счёт того, что компенсация вибрационных возмущений и стабилизация линии визирования в ОЭС‑52 обеспечивается не гиростабилизатором, а двухконтурной системой наведения на основе низкочастотного сканера с механическими приводами и высокочастотного двухкоординатного зеркала с пьезоприводами. По словам заместителя генерального конструктора НПК «СПП» В. В. Сумерина, данными оптико-электронными системами в первую очередь будут оснащены серийные вертолёты, поставляемые на экспорт.
Несмотря на то, что Ка-52К из-за складываемого крыла имеет 4 узла подвески вооружения (вместо 6 на машинах базовой версии, начиная с 4-й серийной партии), «Катран» может оснащаться сравнительно более мощным комплексом управляемого вооружения, разработанным на основе ПТРК «Гермес», имеющего дальность поражения бронетехники 15—100 км. При этом на Ка-52К предполагается установка авиационной модификации данного КУВ — «Гермес-А», с максимальной дальностью стрельбы днём и ночью 15—20 км.
В конце 2016 года сообщалось об испытаниях данного комплекса во время военной операции России в Сирии, в ходе применения его вертолётами Ка-52К из состава авиагруппы ТАКР «Адмирал Флота Советского Союза Кузнецов». В октябре 2017 года было заявлено о наличии в составе вооружения «Катрана» противокорабельной ракеты Х-35У. «Катран» единственный в мире может применять крылатые ракеты класса «воздух-поверхность» Х-31 и «воздух-корабль» Х-35, а также авиабомбы (раньше применять это оружие могли только палубные истребители МиГ-29К/КУБ).
В связи с этим данный ударный вертолёт как средство поддержки десанта является «фактором, меняющим правила игры» (англ. game changer), так как позволяет уничтожать бронетехнику противника, не входя не только в зону действия ПЗРК, но и многих других систем ближнего ПВО. Поэтому западные эксперты оценивают появление тяжёлого вертолётоносца России с такими вертолётами в Чёрном море как фактор изменения баланса вооружений в регионе.
В 2014 году Министерство обороны России подписало контракт на поставку 32 вертолётов Ка-52К; они должны были войти в состав авиагрупп универсальных десантных кораблей-вертолётоносцев (УДК) типа «Мистраль». После расторжения договора на поставку УДК и продажи «Мистралей» Францией Египту с последним был заключён контракт о поставке для них этих боевых машин. В качестве перспективного носителя Минобороны России стало рассматривать авианесущий крейсер «Адмирал Флота Советского Союза Кузнецов», который штатно рассчитан на базирование крупной вертолётной группы из 24 единиц.
В апреле 2019 года издание Mil.Press FlotProm со ссылкой на представителей судостроительного завода «Янтарь» сообщило о включении Ка-52К в состав авиационного вооружения больших десантных кораблей проекта 11711.

### Ка-52М

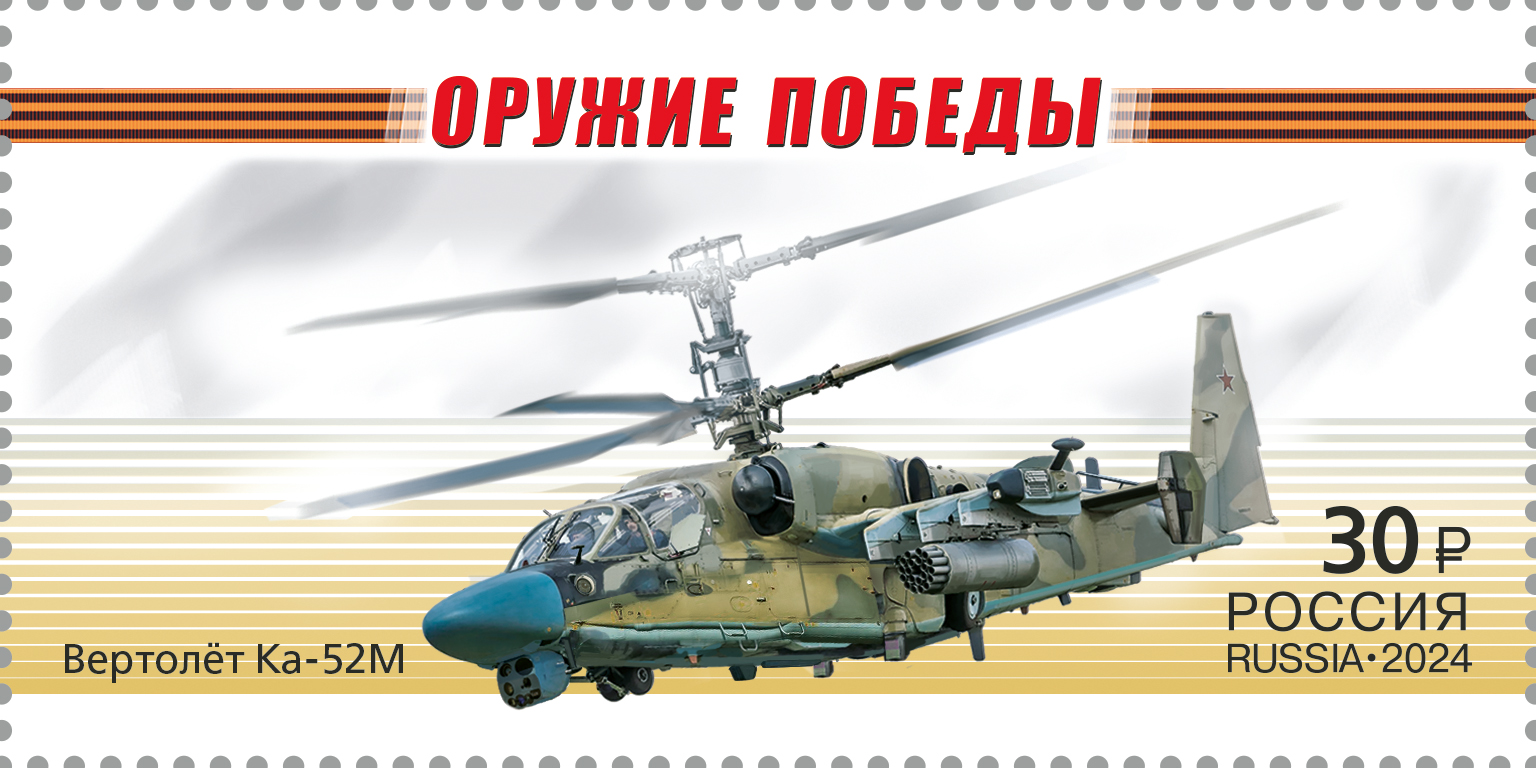
Почтовая марка России. Оружие Победы. Современная военная техника. Вертолёт Ка-52М

В июне 2020 года информационное агентство «Интерфакс» со ссылкой на открытые данные госзакупок сообщило, что Национальный центр вертолетостроения имени Миля и Камова проинформировал о создании к концу 2020 года двух прототипов модифицированной версии вертолёта Ка-52 на основе серийной модели. По информации агентства, доработки включают в себя новый комплекс связи, новую систему управления огнём, прицельную и навигационную системы, дополнительные топливные баки. Кроме того, заявлена возможность использования модифицированной версии в качестве носителя новой крылатой ракеты. Испытания опытных образцов Ка-52М планируется завершить к концу 2022 года, стоимость работ оценивается в 153,5 млн рублей..
Согласно сообщению Минпромторга России, первый полёт Ка-52М состоялся в августе 2020 года, кроме того были уточнены технические характеристики вертолёта. Ка-52М получил модернизированную оптико-электронную систему с увеличенной дальностью обнаружения и распознавания целей, цифровой привод, повысивший точность стрельбы из пушки, новый радиолокационный комплекс с АФАР, более мощные противообледенительные нагревательные элементы в лопастях винта, усиленное шасси, светотехническое оборудование на основе светодиодов, улучшена эргономика и интерьер кабины вертолёта, в том числе и с учётом пилотирования в ночных условиях с использованием систем ночного видения.
На Ка-52М глубокой модернизации подвергнется многоканальная прицельная система ГОЭС-451, на это выделено около 500 млн рублей. Также в планах — автоматическое сопряжение машины с комплексом разведки, управления и связи «Стрелец». Войска на земле смогут в автоматизированном режиме обмениваться информацией с Ка-52М об обстановке на поле боя. Размер контракта на покупку Ка-52М оценивается предварительно в 114 машин.
В октябре 2021 года Минобороны сообщило, что стоимость одного экземпляра Ка-52М будет составлять 1 млрд 75 млн рублей (около 15 млн долларов по курсу в октябре 2021 года). Отмечается, что в указанную стоимость не входят боеприпасы и наземное оборудование, запчасти и другие принадлежности.
В начале января 2023 года сообщено о начале поставок Ка-52М в российскую армию.

## Оценки проекта
Эксперты RUSI отмечают недостатки в бронировании вертолёта по сравнению с другими российским ударными вертолётами, так моторные отсеки не имеют брони и потенциально уязвимы даже для огня из стрелкового оружия.
Кроме того, используемый на Ка-52 ПТРК «Вихрь» для наводки ракеты на цель использует лазерный луч, который нужно удерживать на цели всё время полёта, из-за чего вертолёту нужно в это время «зависать», становясь уязвимым для ПЗРК и иных средств. По данной причине в ходе вторжения России на Украину украинские войска смогли сбить несколько Ка-52 с помощью противотанкового комплекса «Стугна», когда вертолёты зависали почти неподвижно, пытаясь идентифицировать и навести свои ракеты «Вихрь» на цели рядом с линией фронта.
 28 ноября 2018 года, согласно источникам издания Defence Blog, появилась информация о выявленных технических недостатках на вертолётах Ка-52 из состава ВВС Египта: о технических проблемах с двигателями и авионикой, о ненадёжности навигационных систем. Также было указано, что из-за высокой температуры окружающего воздуха двигатели египетских Ка-52 сильно теряют тягу на различных режимах работы. По мнению вышеуказанного издания, из-за данных проблем Египет был вынужден дополнительно закупить американские вертолёты AH-64E Apache.
 5 декабря 2018 года ТАСС процитировало главу Департамента по вооружениям Египетских вооружённых сил генерала Тарека Саада Заглюля, который заявил, что вертолёт Ка-52 «находится на уровне высочайшего качества, не уступая американскому „Апач“ (AH-64 Apache)». Также, согласно другим египетским источникам ТАСС: «данный вертолёт является наиболее современным и подходящим для задач армии страны, прошедшим на самом высоком уровне приёмку в армии», а появившаяся в ряде западных СМИ информация о якобы выявленных в ходе эксплуатации технических проблемах на Ка-52 ВВС Египта — не более, чем «вброс» с целью устранения конкуренции на рынке вооружений, ориентированном на африканский континент.

## Операторы
- Россия
  - ВВС России — около 65 Ка-52 и около 20 Ка-52М, по состоянию на 2024 год[67][68][69]
- Египет
  - ВВС Египта — до 46 Ка-52, по состоянию на 2023 год[70].

## Боевое применение
В марте 2016 года несколько Ка-52 были переброшены в состав авиационной группы ВКС России в Сирии, где начиная с апреля того же года используются в различных операциях. Один вертолёт был потерян в лётном происшествии вместе с экипажем (также выдвигалась версия, что он был сбит ракетой ПЗРК).
В конце 2016 года два Ка-52К, в составе авиагруппы ТАКР «Адмирал Флота Советского Союза Кузнецов», принимали участие в боевых действиях в Сирии.

### Аварии
12 марта 2012 года в 21:05 вертолёт Ка-52 (бортовой № 99) при проведении планового учебного полёта разбился в Торжокском районе Тверской области. Обломки обнаружены поисковой командой спустя 10 часов после катастрофы (всего в 10 км от аэродрома Торжка, 1,5 км западнее деревни Большая Киселенка, расположенной на трассе Москва — Санкт-Петербург (трасса М-10). В результате падения штурман экипажа погиб, пилот получил тяжёлое ранение и позже умер.
29 октября 2013 года опытный вертолёт Ка-52 потерпел аварию на территории Лётно-испытательного комплекса ОАО «Камов» (Жулебино, Привольная улица). В результате возникшего пожара вертолёт уничтожен. Оба пилота госпитализированы. Вертолёт совершал испытательный полёт по программе заводских испытаний систем вертолёта. Причиной падения стало разрушение тяги управления верхнего винта.
8 марта 2022 года Ка-52 потерпел крушение в Зерноградском районе Ростовской области. Оба члена экипажа погибли. Причиной катастрофы могла быть техническая неисправность.

### Операция в Сирии
7 мая 2018 года во время планового полёта над восточными районами Сирии потерпел крушение Ка-52 из состава авиационной группы ВКС России в Сирии, оба пилота погибли. По предварительным данным, причиной стала техническая неисправность. Согласно неофициальной версии, вертолёт сбит радикальными исламистами из переносного зенитного ракетного комплекса. Однако боевики не сообщали о подобных атаках, хотя известно, что джихадисты достаточно быстро сообщают о фактах применения ПЗРК, тем более, если цель была успешно поражена.

### Российско-украинская война
25 ноября 2018 года Ка-52 были вовлечены в атаку на украинские МБАКи «Бердянск», «Никополь» и рейдовый буксир «Яны Капу», которые осуществляли плановый переход из порта Одессы в порт Мариуполь Азовского моря.
Ка-52 использовался российской стороной как основной ударный вертолёт в первые месяцы полномасштабного вторжения России на Украину, совершая боевые вылеты на предельно низких высотах и применяя весь спектр своего вооружения против скопления украинских войск и бронированной техники за пределами фронта. Ка-52 применялись совместно с Ми-24 и Ми-28 в ходе битвы за Киев, выполняя преимущественно ночные вылеты. После отступления российских войск количество вылетов заметно сократилось, а с апреля пересечения линии фронта прекратились.
С апреля по июль 2022 года Ка-52 использовался в роли «воздушной реактивной артиллерии», не пересекая линии фронта, запуская неуправляемые ракеты С-8 и С-13 используя стрельбу с кабрированием, имея при этом низкую точность. Как полагают эксперты, изменение тактики произошло из-за понесённых потерь Ка-52 от ПЗРК, плохого обслуживания и обучения экипажа, а также потери опытных пилотов.
Эксперты отмечают, что хотя защитные комплексы и датчики предупреждения о приближении ракет хорошо функционировали во время боевых операций, плотность ЗРК и насыщенность ПЗРК украинской стороны, а также большое количество вылетов привели к тому, что Ка-52 понёс пропорционально большие потери по сравнению с другими типами боевых вертолётов, используемых Россией.
По состоянию на середину ноября 2022 года подтверждена потеря не менее 25 единиц Ка-52 в ходе вторжения, что составляло более 25 % всех боеспособных вертолётов этого типа, находящихся на вооружении российской армии. Также зафиксировано уничтожение Ка-52 с помощью зенитных ракет (по большей части Stinger, а также RBS-70), зафиксированы несколько случаев сбивания зависшего на малой высоте Ка-52 с помощью противотанкового комплекса Стугна-П. По состоянию на август 2023 года ВС РФ потеряли более 40 Ка-52, что составляет треть всех боеспособных вертолётов этого типа, находящихся на вооружении российской армии.

### Мятеж ЧВК «Вагнер»
24 июня 2023 года в Таловском районе Воронежской области задействованный боевой вертолет Ка-52 сбит средствами ПВО ЧВК «Вагнер» в ходе вооруженного выступления 23—24 июня 2023 года.

## Тактико-технические характеристики

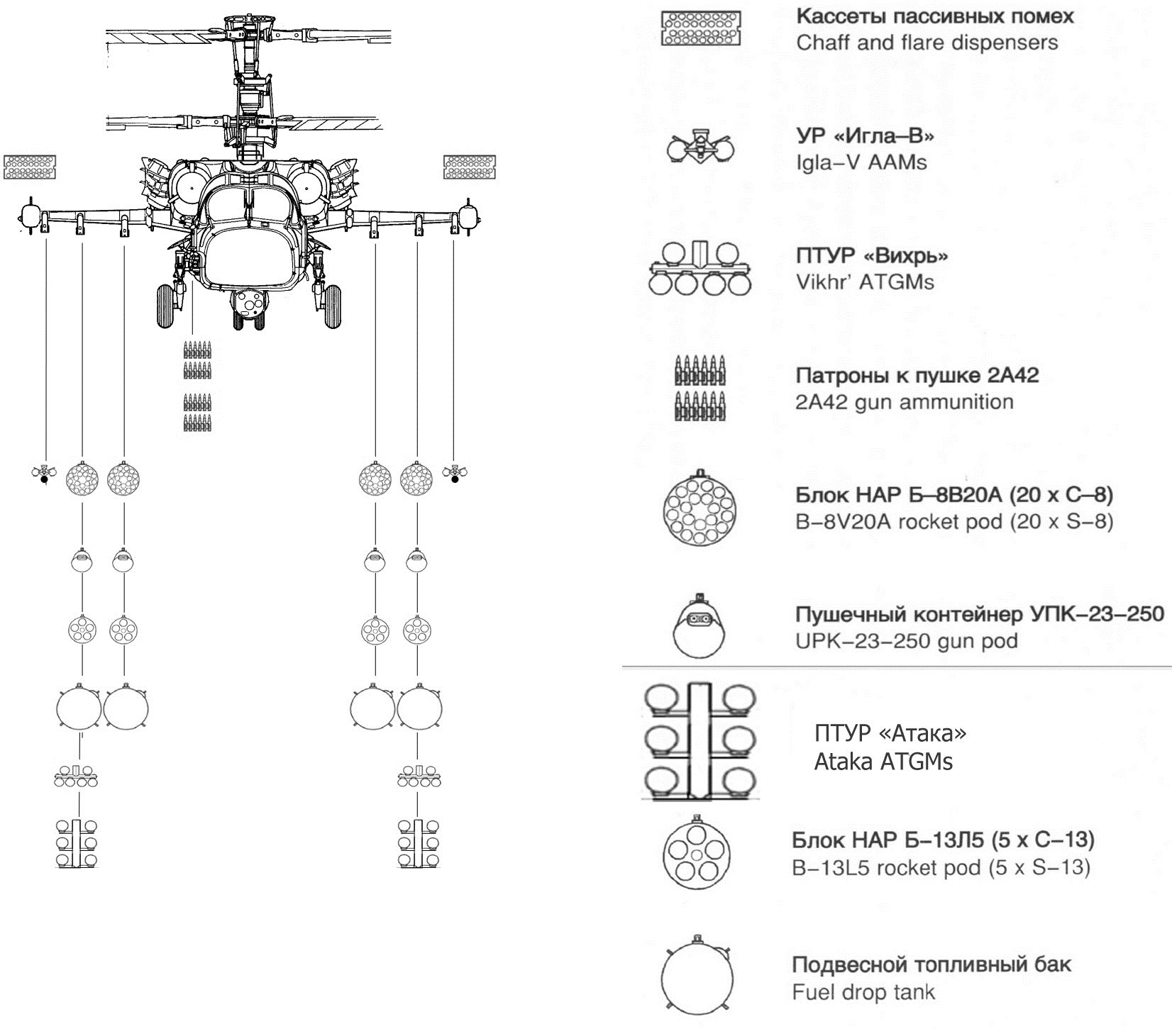
Схема подвески вооружения вертолёта Ка-52 с 6 точками подвески

Приведённые характеристики соответствуют модификации Ка-52.
Источник данных: «Вертолёты России».

Технические характеристики
- Экипаж: 2 человека (пилот и штурман-оператор)
- Длина: 16,0 м
- Длина фюзеляжа: 14,2 м
- Диаметр несущего винта: 14,5 м
- Размах крыла: 7,3 м
- Максимальная ширина фюзеляжа:
- Высота: 5 м
- Максимальная взлётная масса: 10 800 кг
- Масса топлива во внутренних баках: 1487 кг (1732 кг в 4 × 500-л ПТБ)[источник не указан 2468 дней]
- Силовая установка: 2 × ТВаД ВК-2500 производства АО «ОДК-Климов»[94]
- Мощность двигателей: 2 × 2400 л. с. (на взлётном режиме)
  - на чрезвычайном режиме: 2 × 2700 л. с.
  - на крейсерском режиме: 2 × 1750 л. с.

Лётные характеристики
- Максимально допустимая скорость: 310 км/ч
- Максимальная скорость: 300 км/ч
- Крейсерская скорость: 260 км/ч
- Практическая дальность: 460 км
- Продолжительность полёта:
- Перегоночная дальность: 1110 км
- Статический потолок: 4000 м
- Динамический потолок: 5500 м
- Скороподъёмность: 15 м/с MCA (H=0)
- Максимальная эксплуатационная перегрузка: +3,5 g

Вооружение
- Стрелково-пушечное: 

  - 1 × 30-мм пушка 2А42 во встроенной установке НППУ-80 (боезапас — 460 выстрелов 30 × 165 мм; селективное боепитание, переменный темп стрельбы)
  - 2 × 23-мм 2-ствольных пушки ГШ-23Л в подвесных контейнерах УПК-23-250 (боезапас — 2 × 250 выстрелов 23 × 115 мм)
- Точки подвески: 6 (4 на вертолётах предсерийных и первых 3 серийных партий)
- Боевая нагрузка: 

  - 2000 кг (вариант с 4 точками подвески)
  - 2800 кг (вариант с 6 точками подвески)
- Управляемые ракеты: 

  - ЛМУР «Изделие 305» (для Ка-52М, максимальная дальность 14,5 км)[34]
  - 2 × 6 ПТУР 9М120-1 «Атака» (ПТРК 9К113У «Штурм-ВУ»: максимальная дальность 6 км; лазерная система наведения, полуавтоматическая многоканальная)[36]
или
2 × 6 ПТУР 9А4172К «Вихрь-1» на пусковых установках УПП-800 (ПТРК 9К121М «Вихрь-М»: максимальная дальность 10 км)
  - 2 × 2 УР 9М39 «Игла-В» на пусковых устройствах АПУСУВ И-В➤
или
2 × 2 УР 9М342 «Игла-С» на КАМ «Стрелец»[95][96]➤
- Неуправляемые ракеты: 

  - 4 × 5 — 122-мм НАР С-13 в блоках Б-13Л5
или
4 × 20 — 80-мм НАР С-8 в блоках Б-8В20А
- Бомбы: 4 авиабомбы массой до 500 кг каждая

## Галерея

Ка-52 «Аллигатор»: история развития
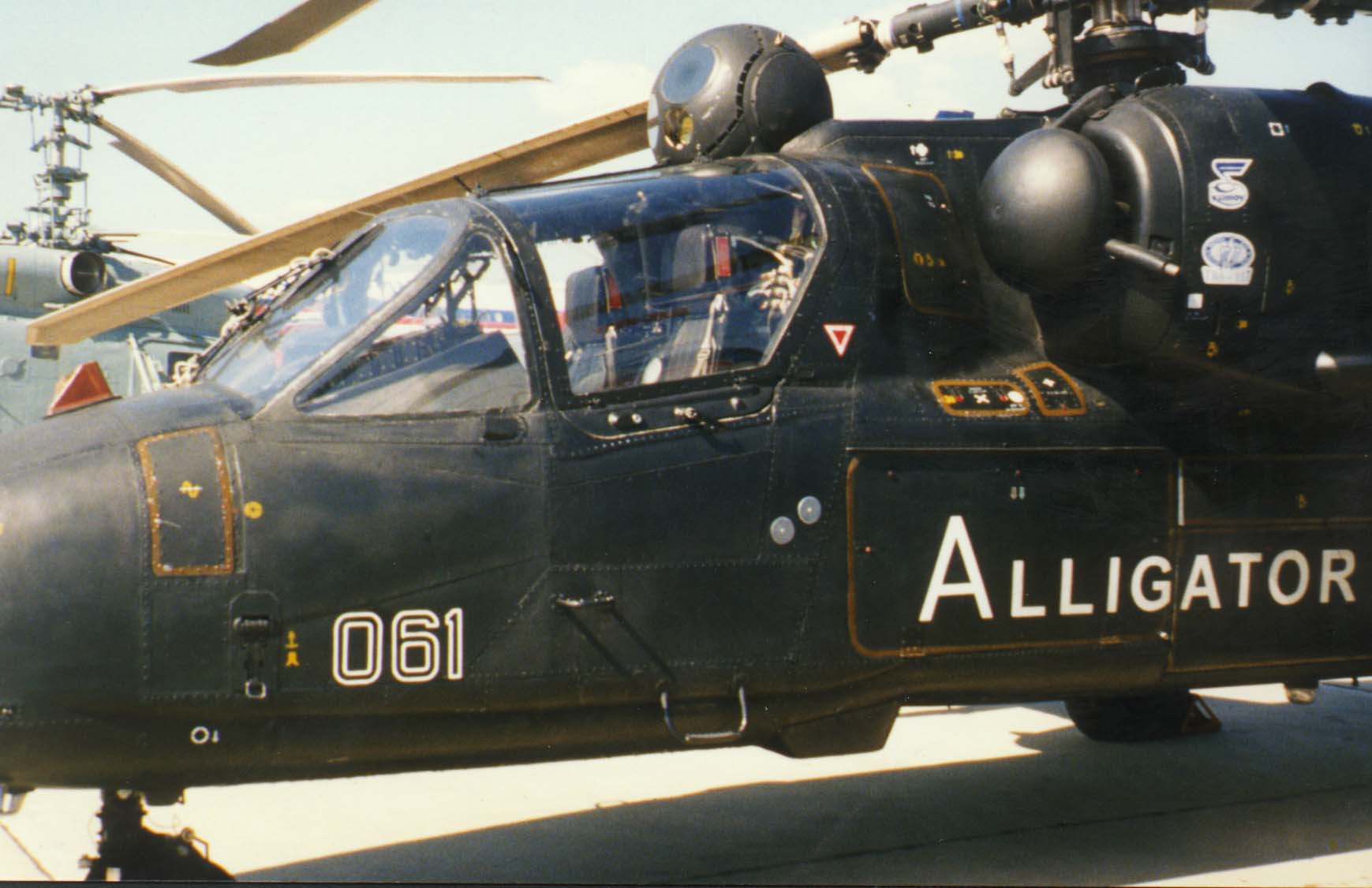
Первый лётный экземпляр Ка-52 (бортовой № 061), оснащённый ОЭС «Самшит-Э», на МАКС-1997
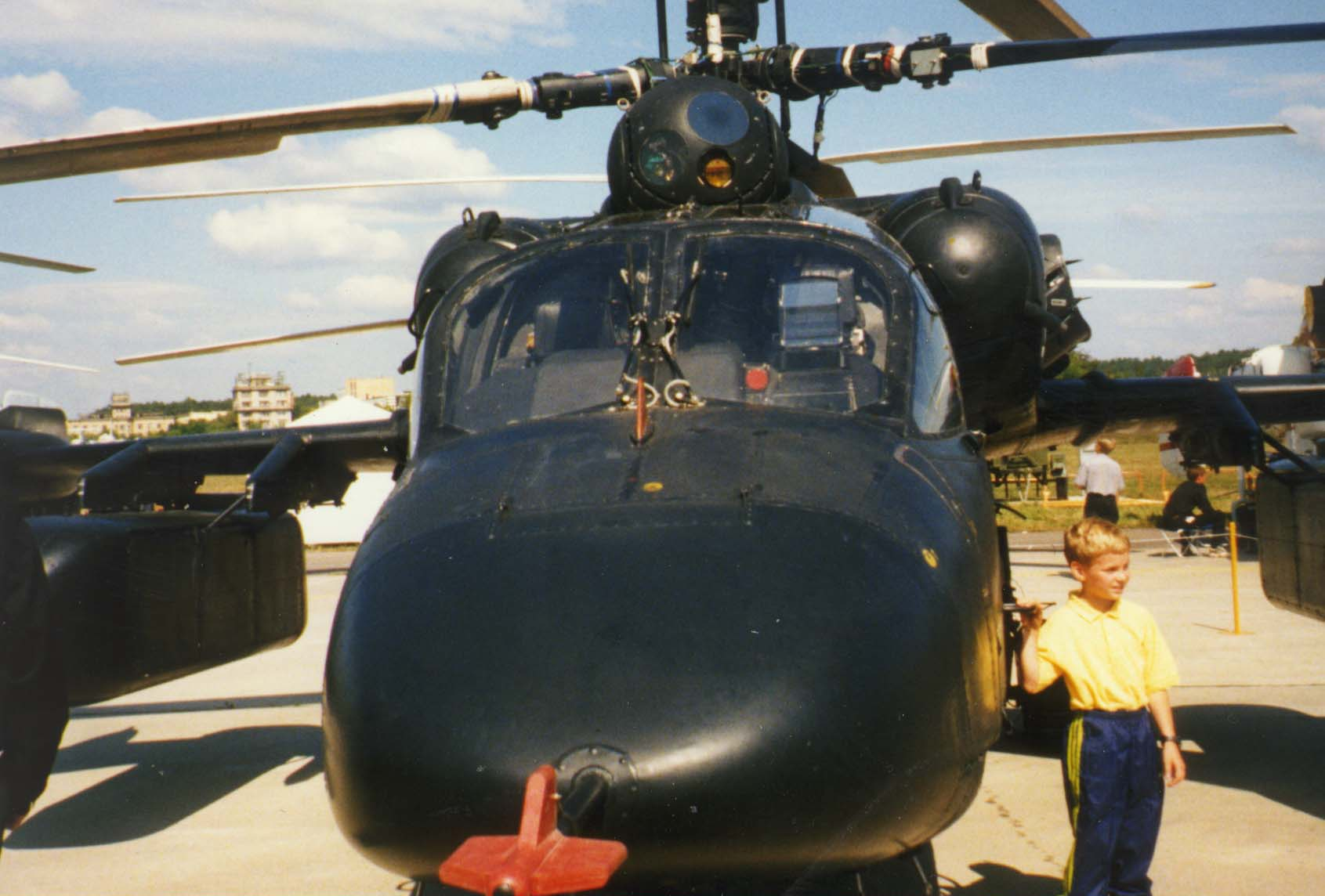
Первый лётный экземпляр Ка-52 (бортовой № 061) на МАКС-1997
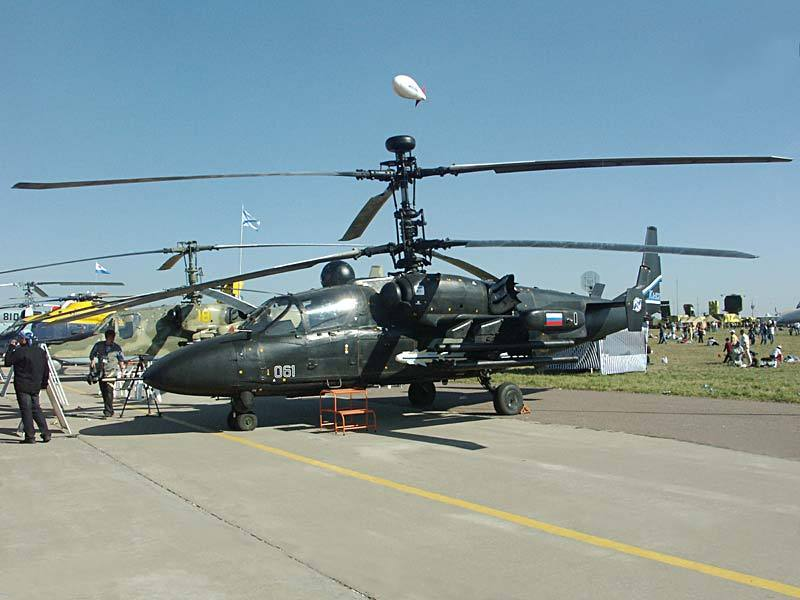
Первый лётный экземпляр Ка-52 (бортовой № 061), оснащённый ОЭС «Самшит-БМ-1» и ТОЭС-520, на МАКС-2005
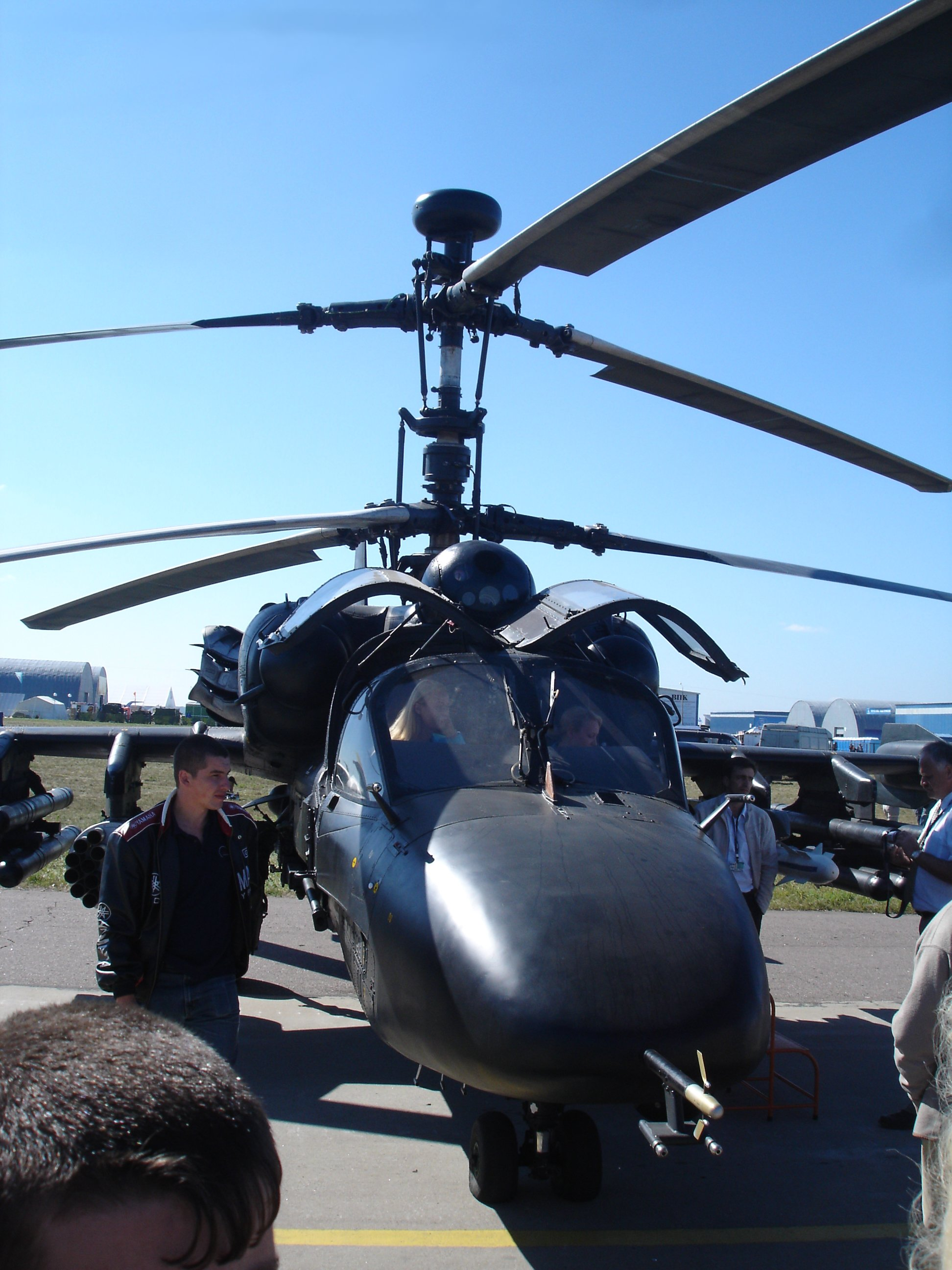
Первый лётный экземпляр Ка-52 (бортовой № 061) на МАКС-2005. Кроме ОЭС «Самшит-БМ-1» и ТОЭС-520, на вертолёт установлены обтекатели для размещения носовой и надвтулочной РЛС «Арбалет» — переднего и кругового обзора соответственно (от концепции надвтулочный РЛС на Ка-52 впоследствии отказались)
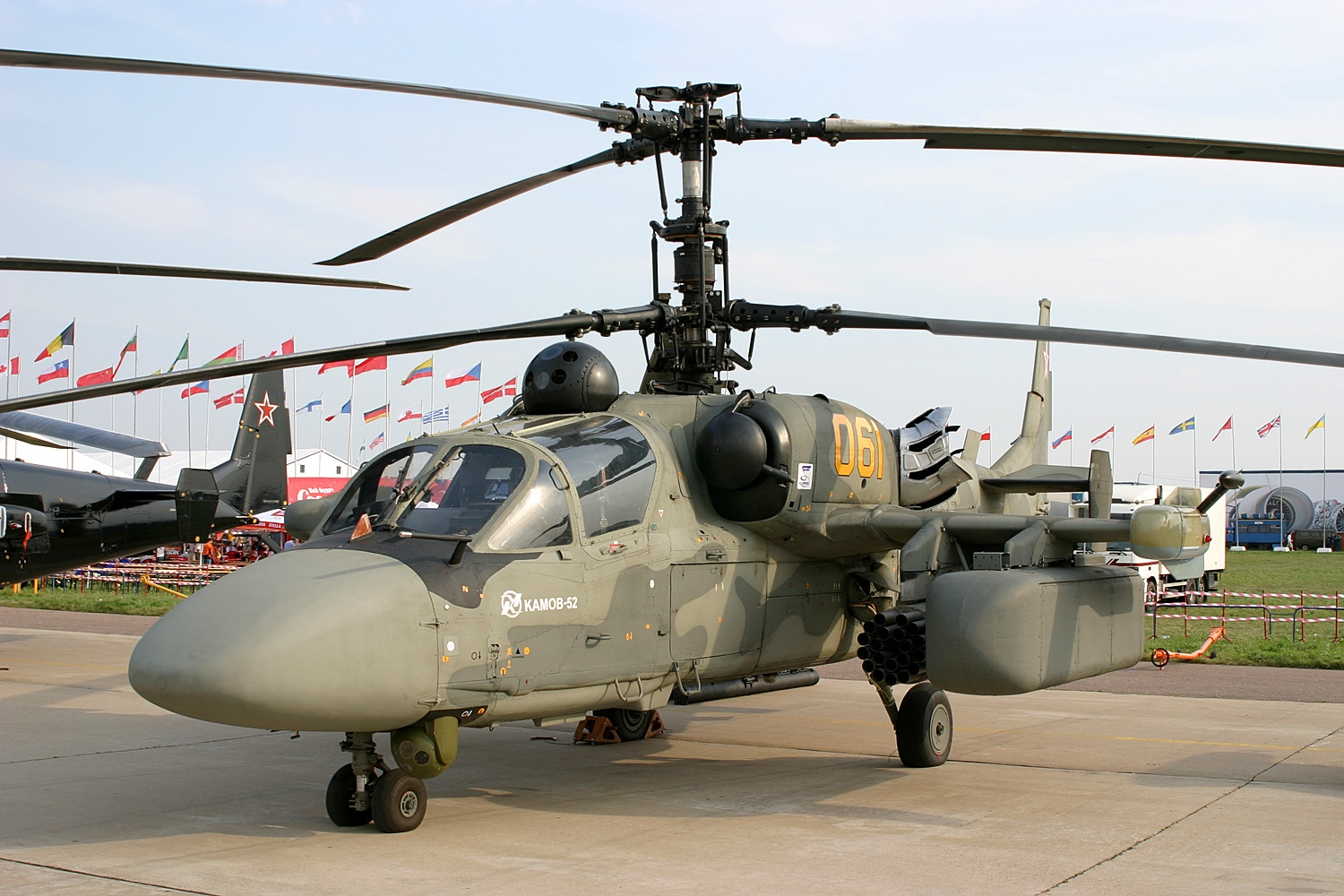
Первый лётный экземпляр Ка-52 (бортовой № 061), оснащённый ОЭС «Самшит-БМ-1» и ТОЭС-520, на МАКС-2007
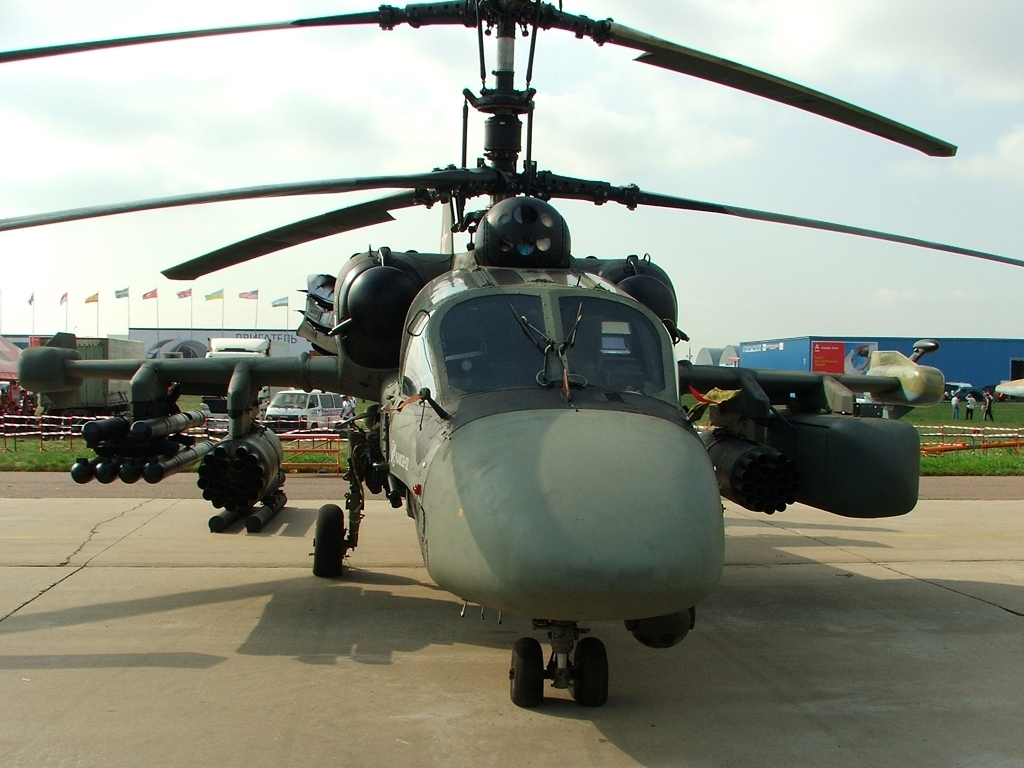
Первый лётный экземпляр Ка-52 (бортовой № 061) на МАКС-2007
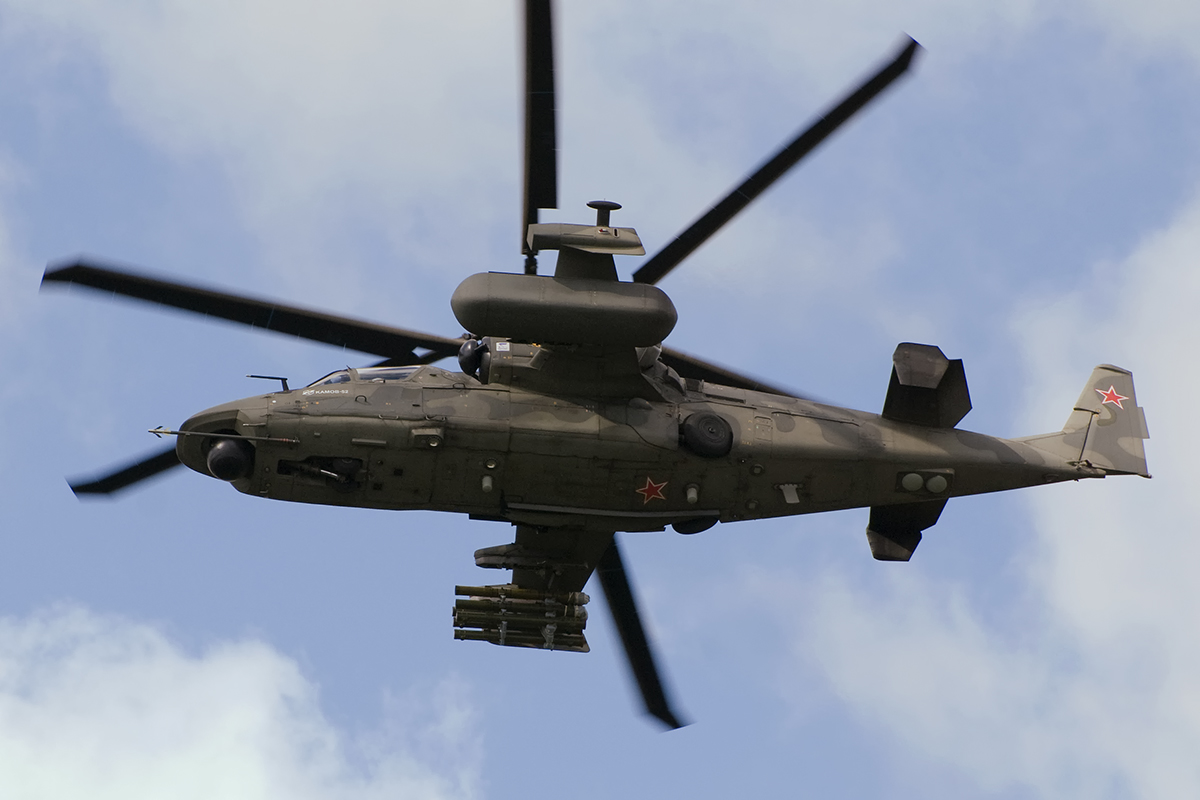
Первый лётный экземпляр Ка-52 (бортовой № 061) перед МАКС-2009. ОЭС «Самшит-БМ-1» с верхней поверхности фюзеляжа перенесена вниз — под видоизменённый носовой обтекатель (ТОЭС-520 отсутствует), 16 августа 2009 года
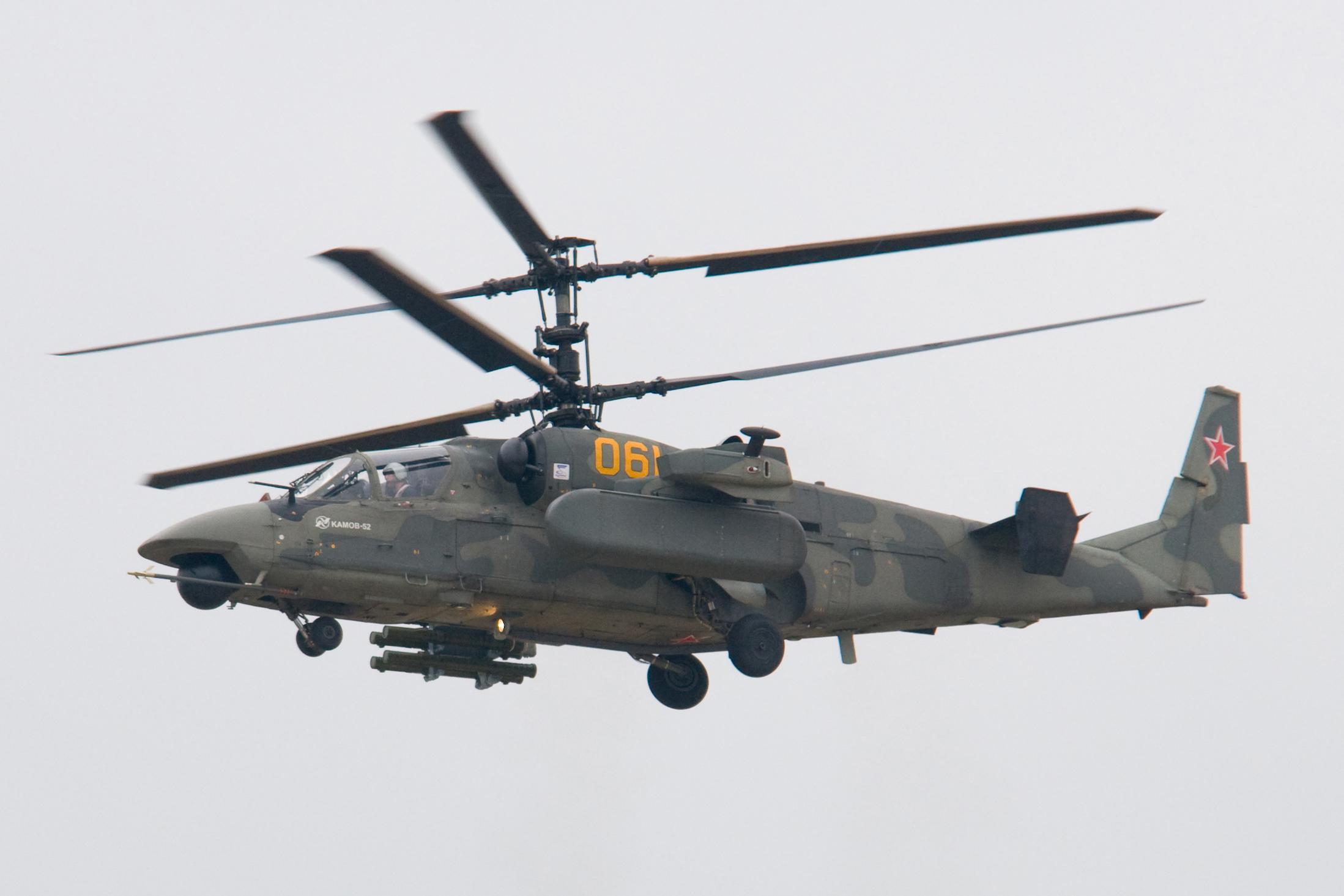
Первый лётный экземпляр Ка-52 (бортовой № 061) на МАКС-2009
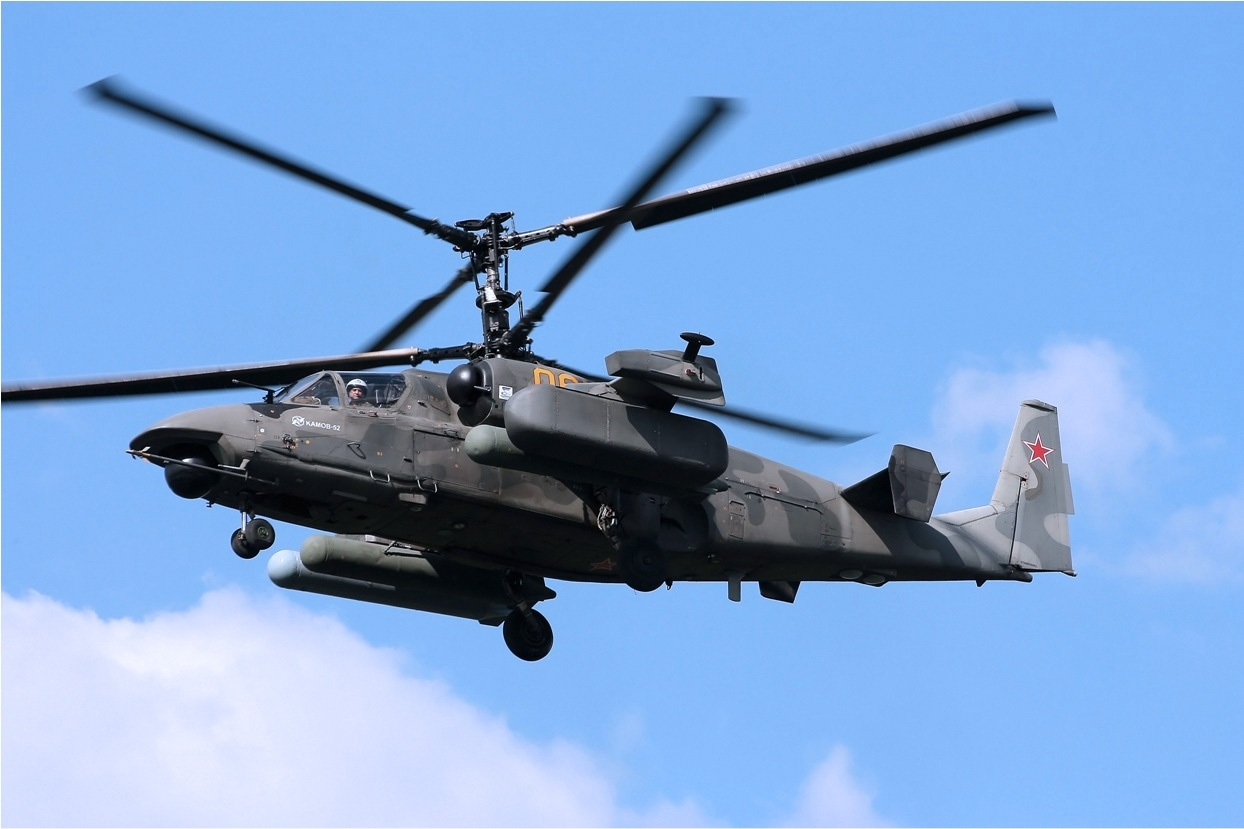
Первый лётный экземпляр Ка-52 (бортовой № 061), 25 августа 2011 года
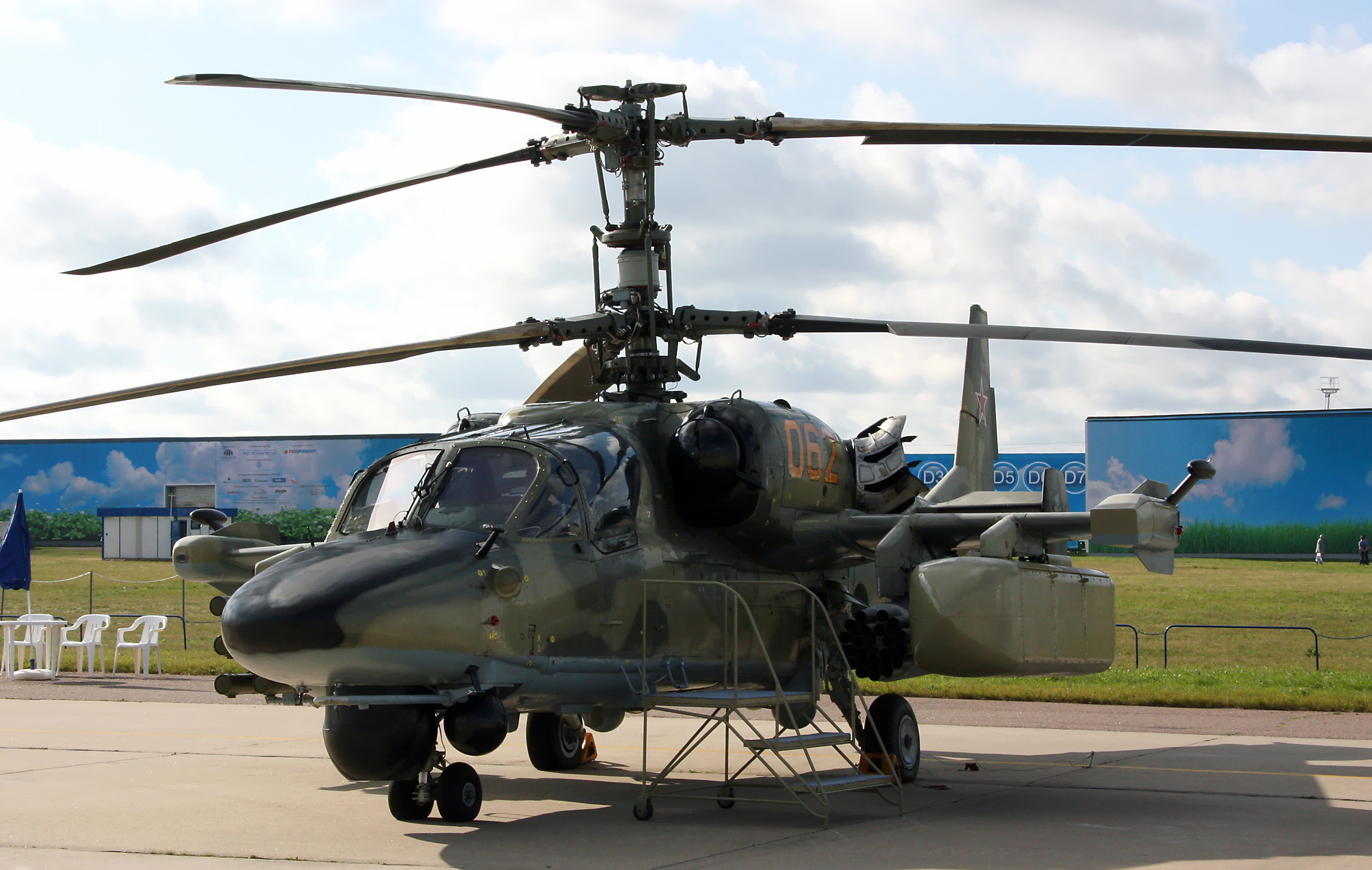
Второй лётный экземпляр Ка-52 (бортовой № 062) с макетами поисково-прицельной и обзорно-пилотажной систем на МАКС-2009
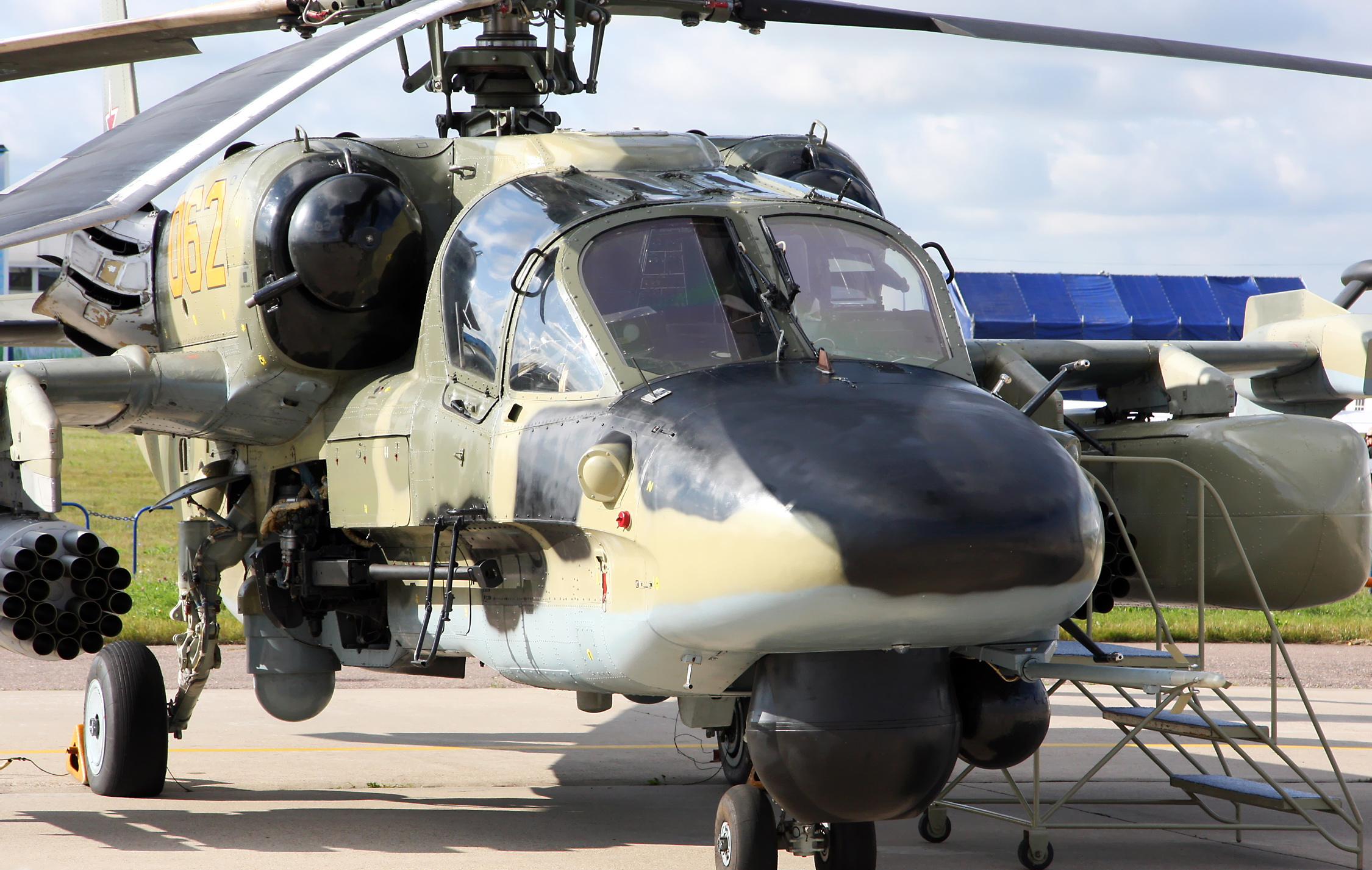
Второй лётный экземпляр Ка-52 (бортовой № 062) на МАКС-2009
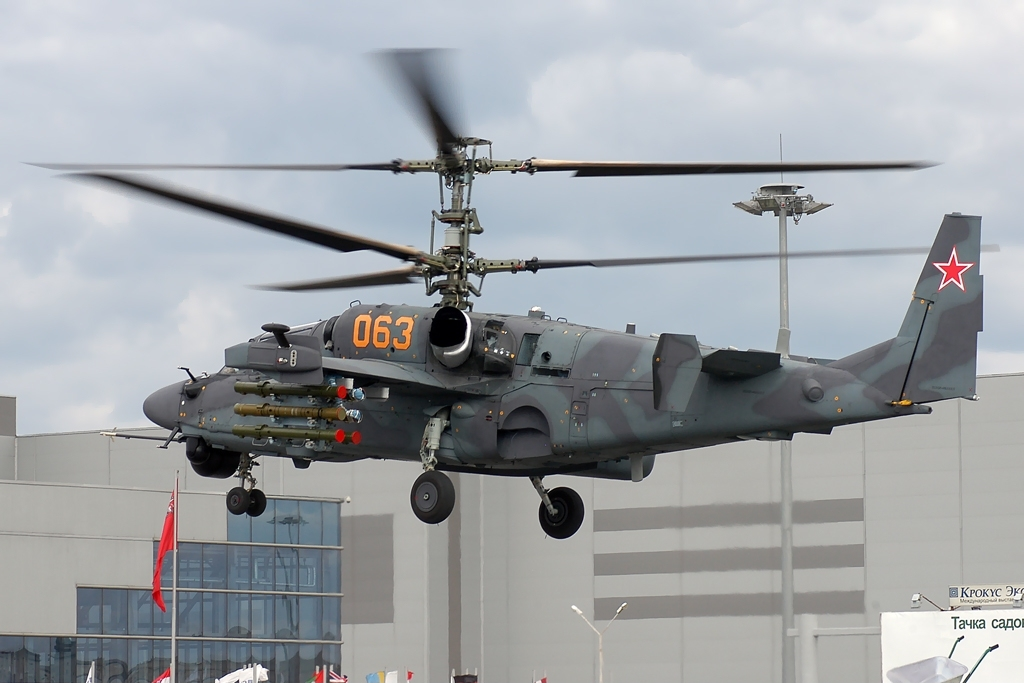
Третий лётный экземпляр Ка-52 (бортовой № 063): заход на посадку в «Крокус Экспо» 20 мая 2009 года для участия в HeliRussia-2009
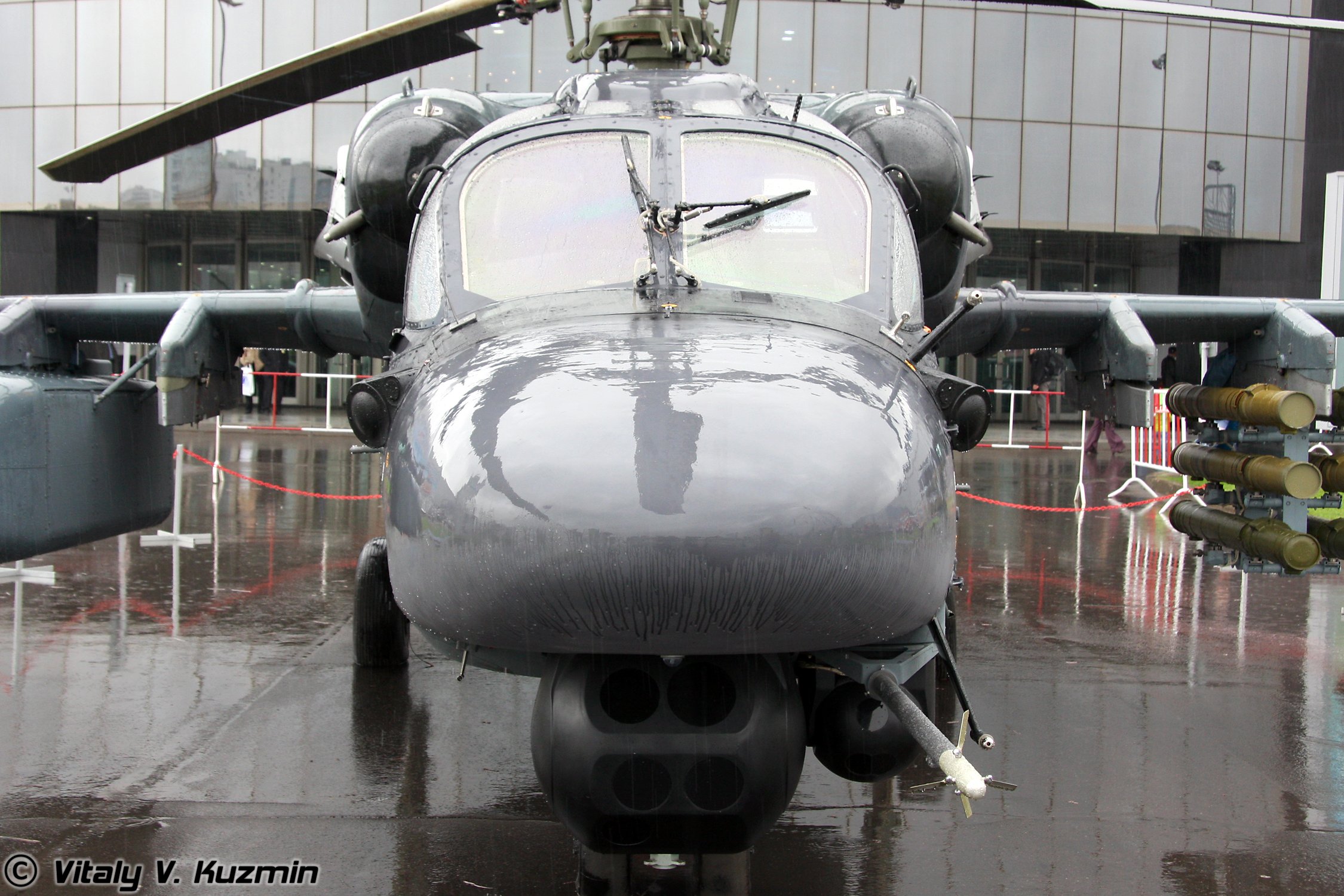
Третий лётный экземпляр Ка-52 (бортовой № 063), оснащённый прототипом ГОЭС‑451 и ТОЭС-520, в выставочном центре HeliRussia-2009
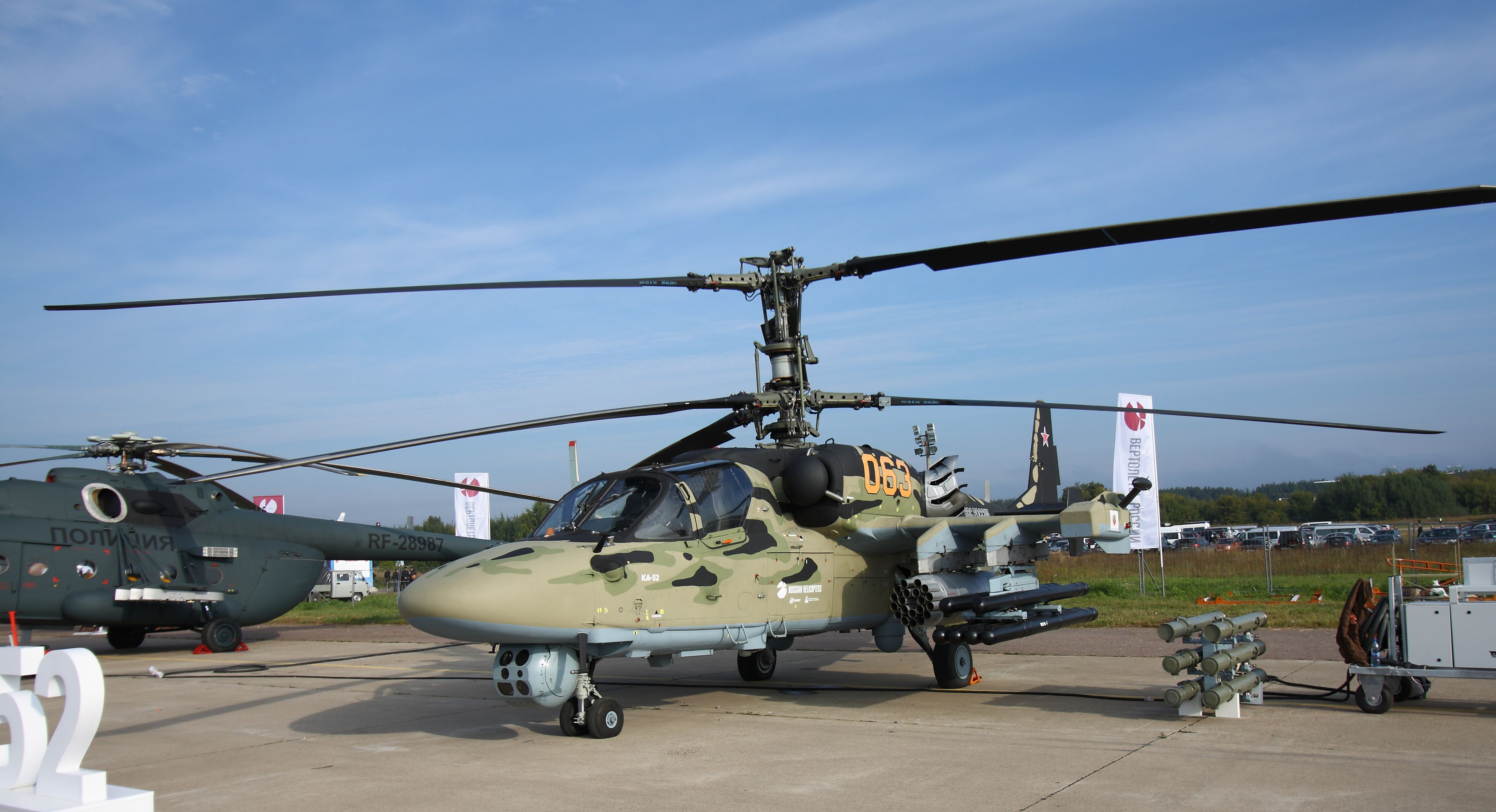
Третий лётный экземпляр Ка-52 (бортовой № 063), оснащённый ГОЭС‑451 (ТОЭС-520 отсутствует), на МАКС-2013
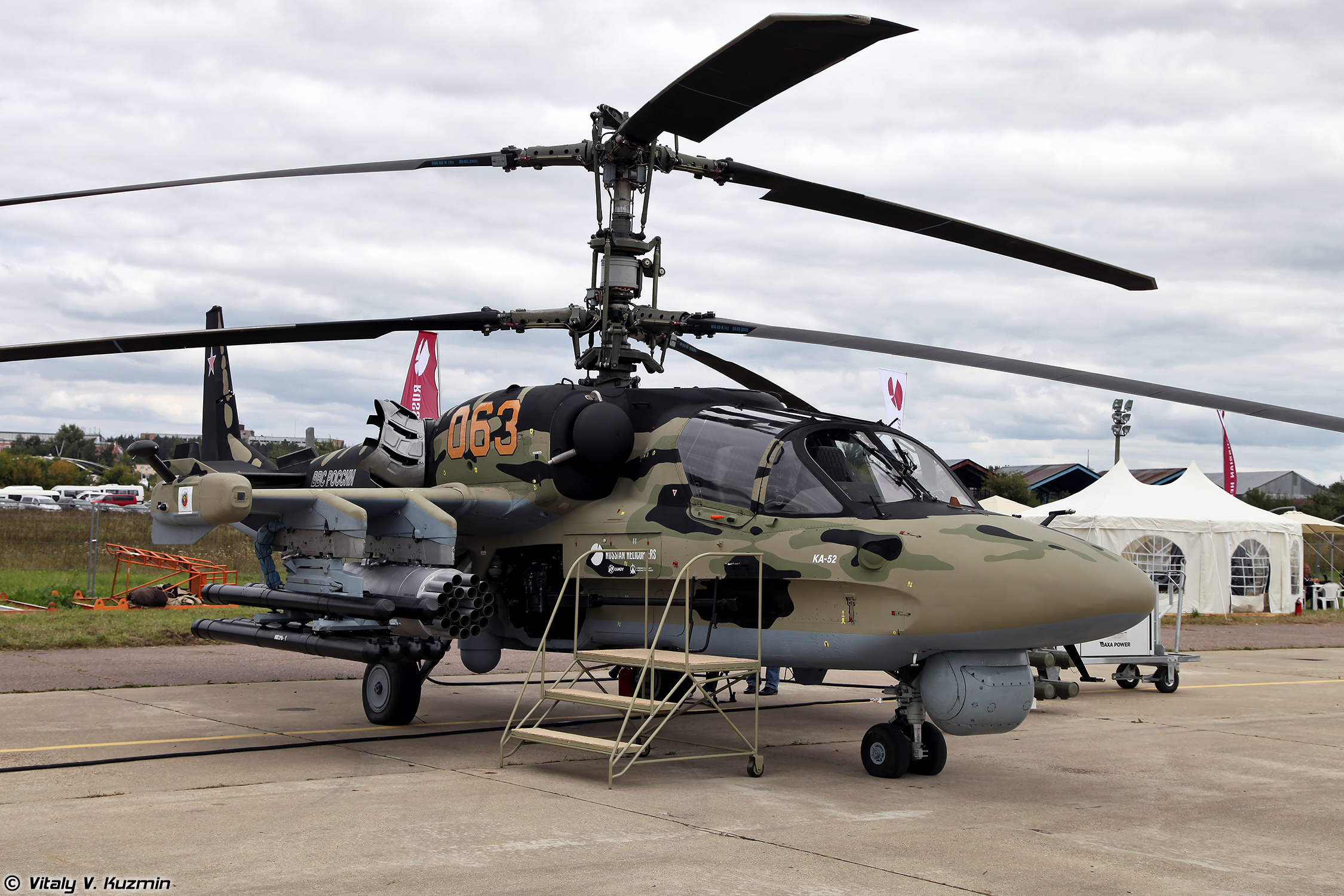
Третий лётный экземпляр Ка-52 (бортовой № 063), оснащённый ГОЭС‑451 (переведена в полётное положение — оптические окна закрыты), на МАКС-2013
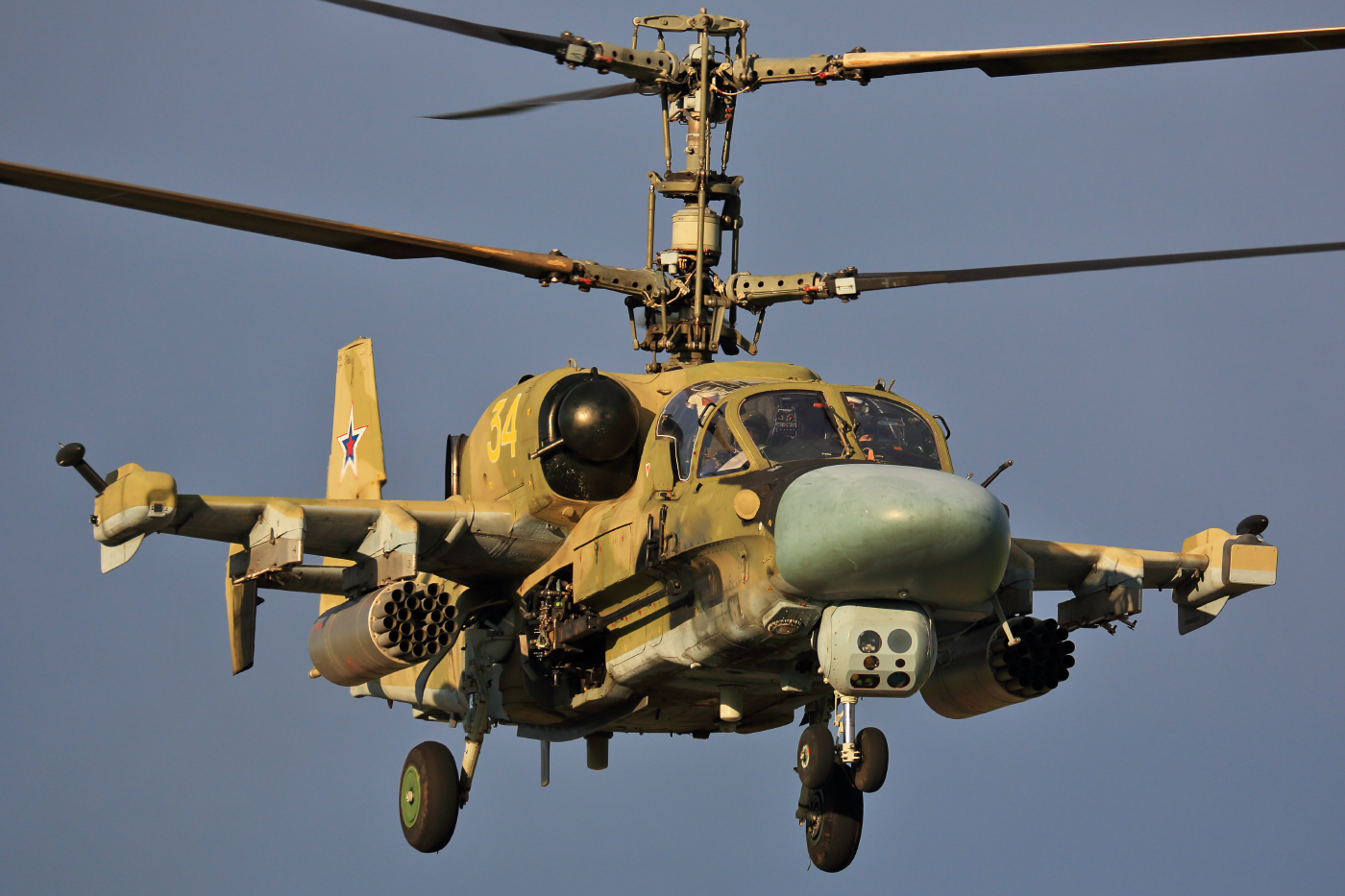
Серийный Ка-52 (бортовой № 34, серийный № 02-04)[97] первых выпусков с 4 узлами подвески вооружения, оснащённый ГОЭС‑451. Отсутствуют СОЭП, УФ-пеленгаторы пуска ракет и устройства выброса пассивных помех БКО (ЭВУ не установлены), 12 июля 2015 года
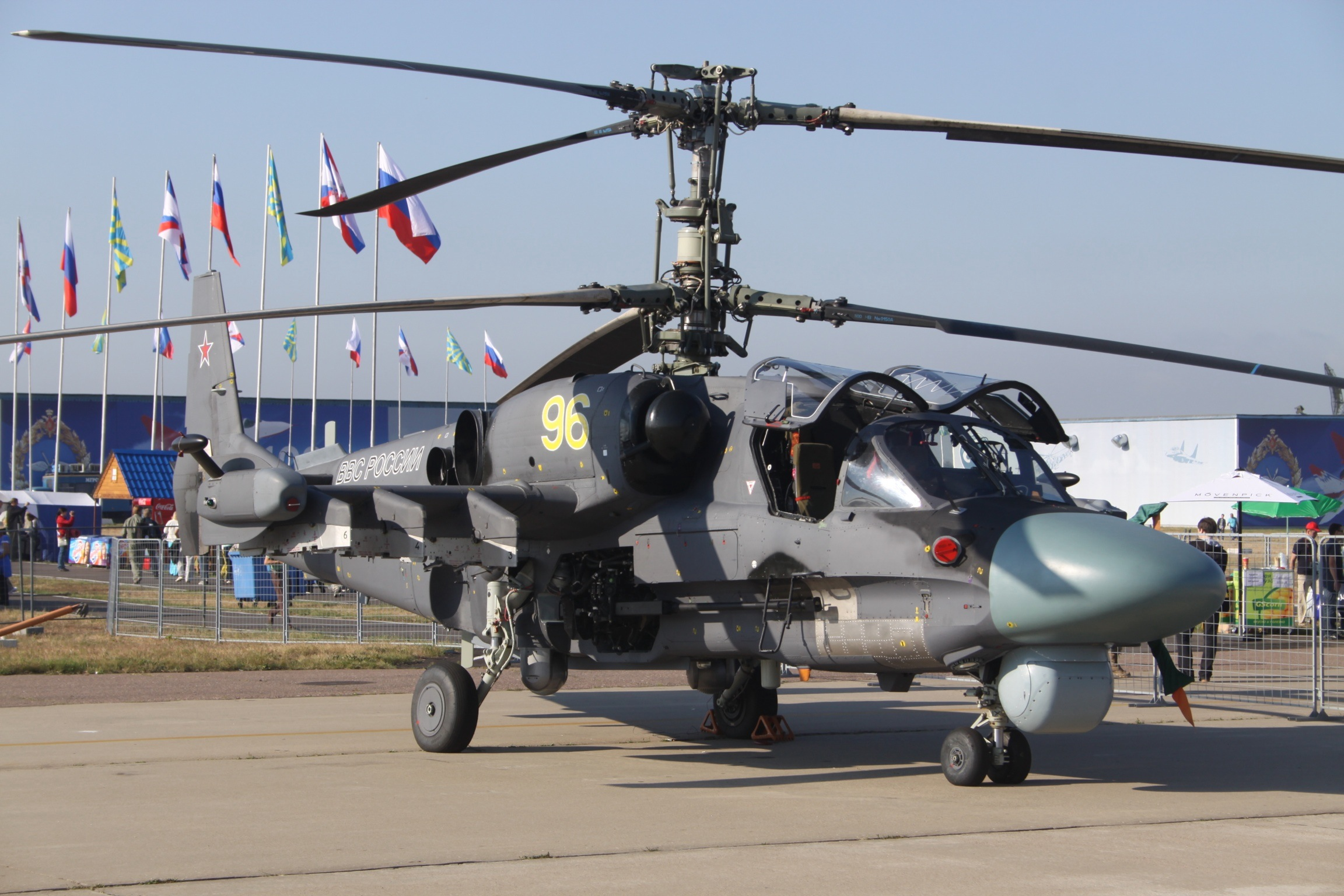
Серийный Ка-52 (бортовой № 96) на авиационном празднике в честь празднования 100-летия ВВС России. Установлены СОЭП бортового комплекса обороны. Места под установку УФ-пеленгаторов пуска ракет и устройств выброса пассивных помех БКО закрыты крышками (ЭВУ не установлены), 12 августа 2012 года
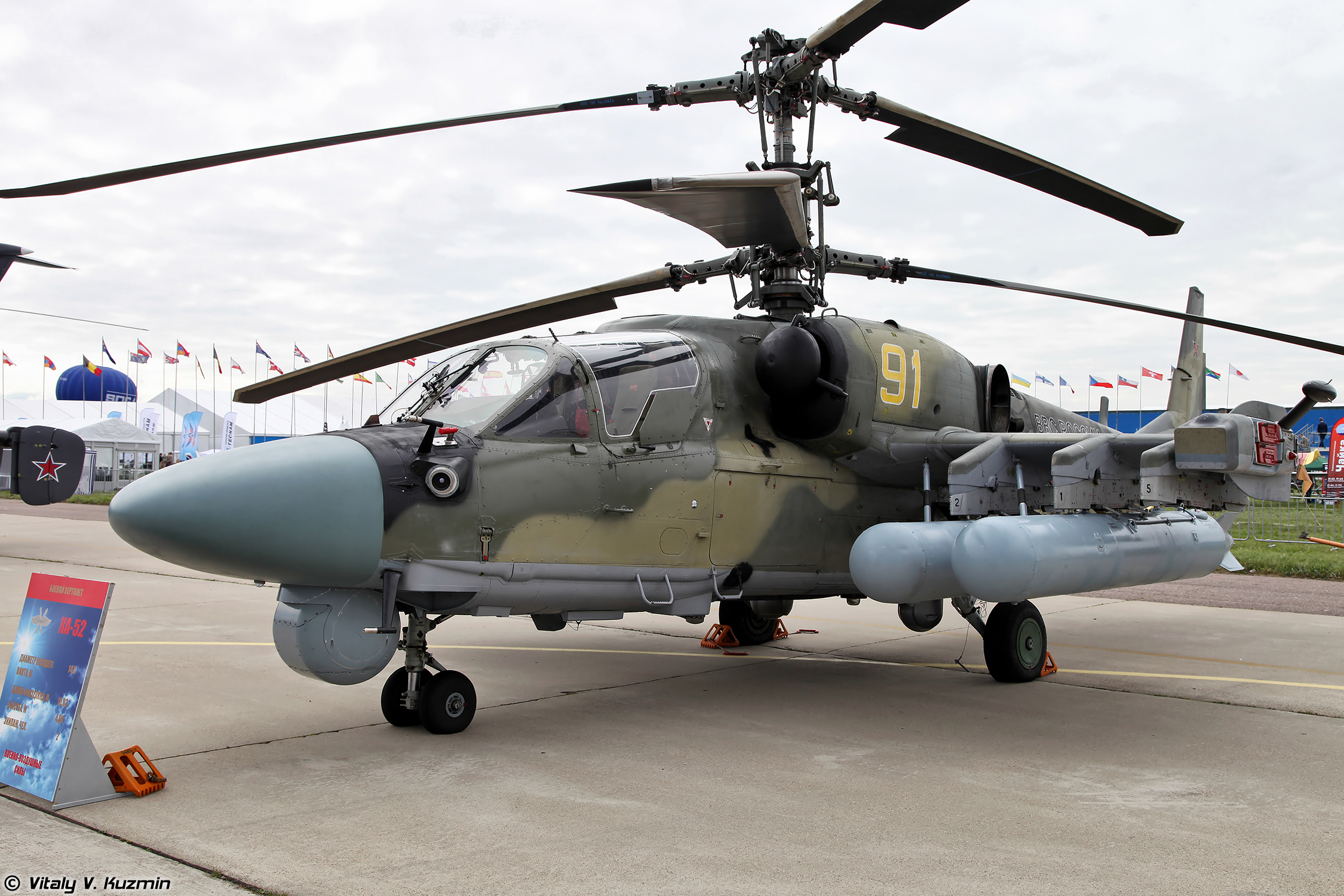
Серийный Ка-52 (бортовой № 91) на МАКС-2013 с подвесными топливными баками, оснащённый бортовым комплексом обороны (ЭВУ не установлены)
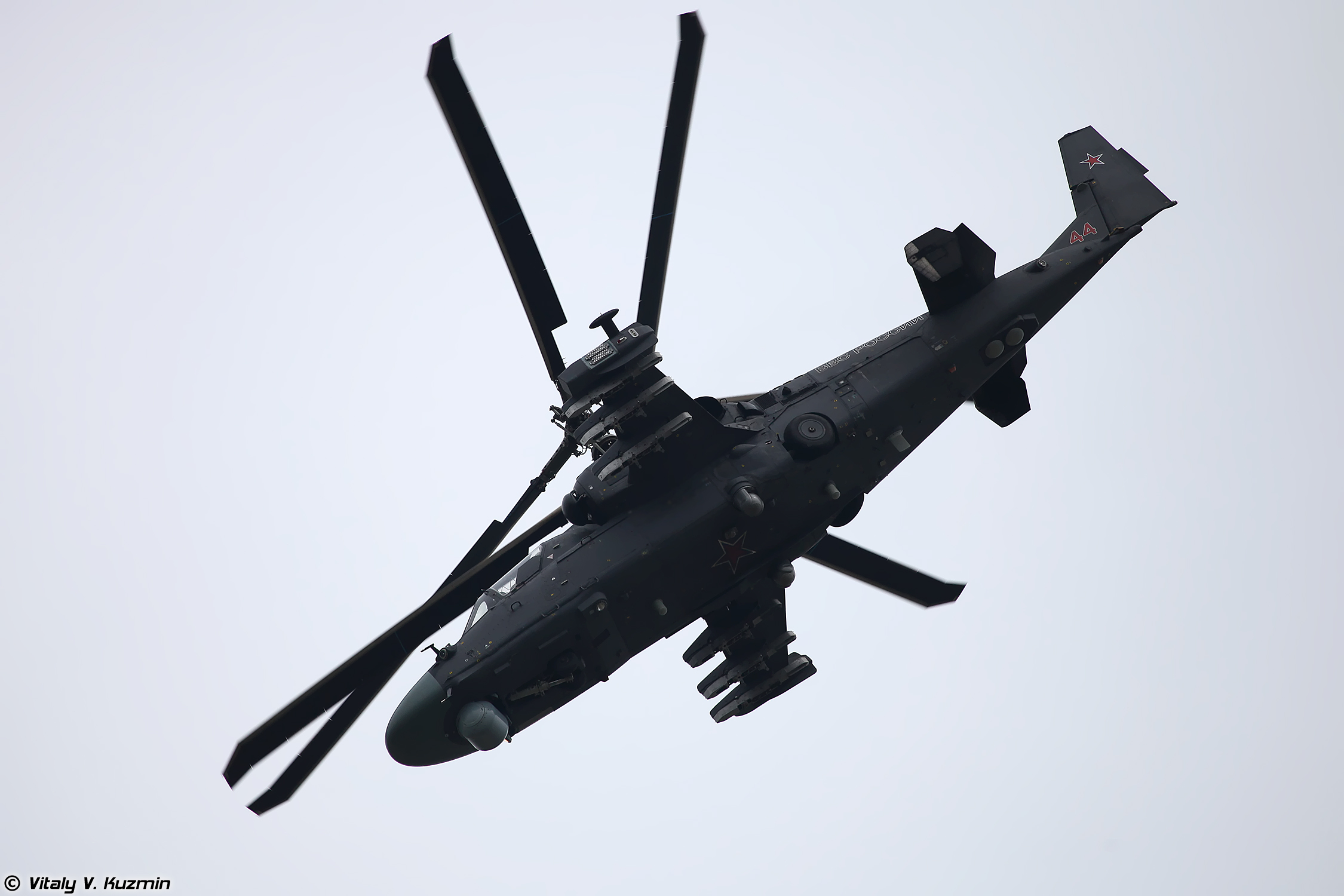
Серийный Ка-52 (бортовой № 44) во время демонстрационного полёта с убранным шасси на МАКС-2013 (ЭВУ на выходные устройства двигателей не установлены)
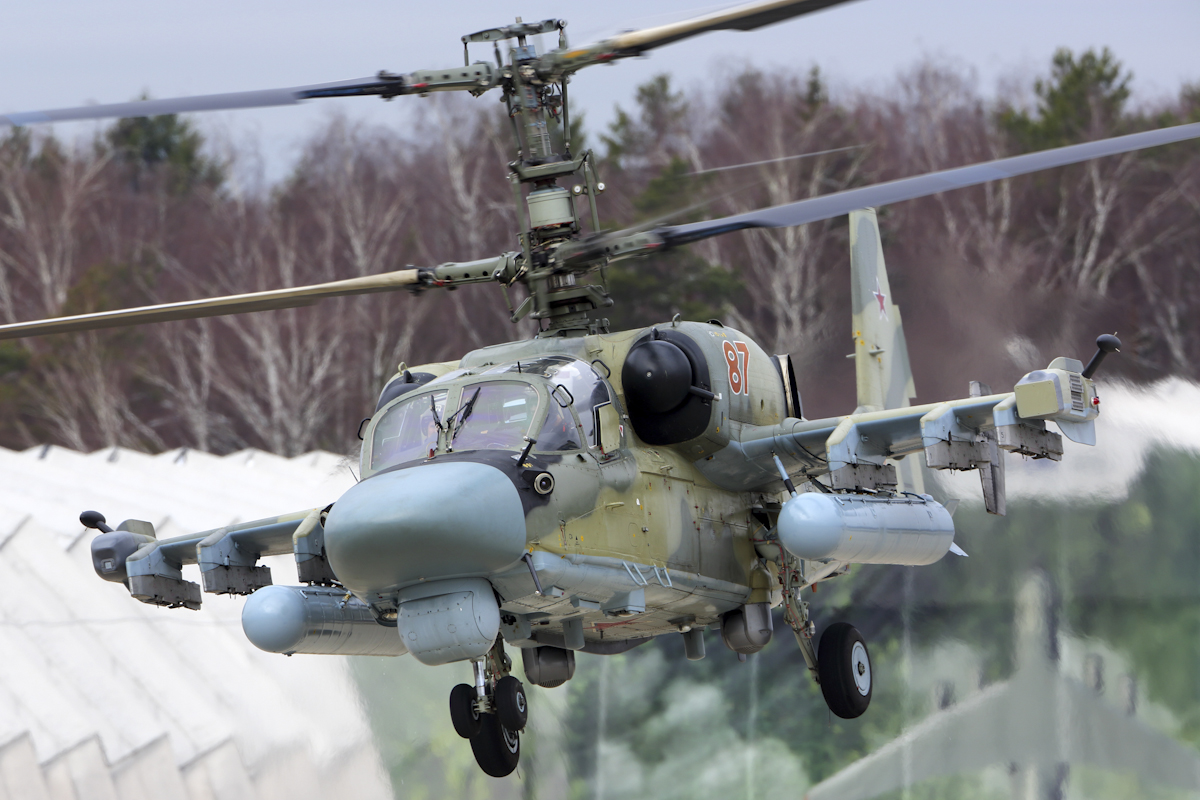
Серийный Ка-52 (бортовой № 87) на репетиции авиационной части (впоследствии отменённой)[98] военного парада 2019 года в честь Дня Победы (ЭВУ на выходные устройства двигателей не установлены). Авиабаза «Кубинка», 15 апреля 2019 года
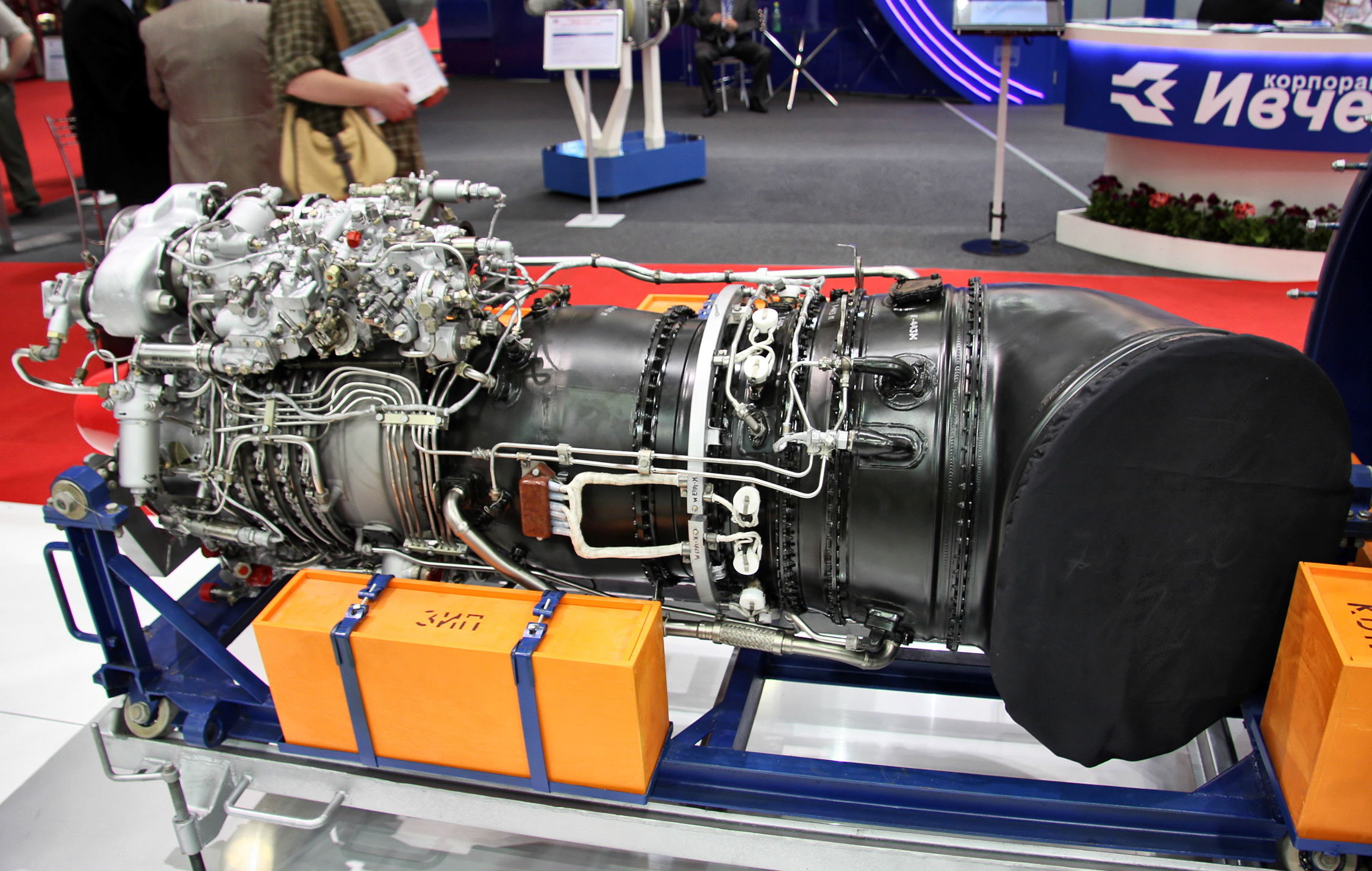
Турбовальный двигатель ВК-2500П/ПС (выходное устройство двигателя закрыто чехлом), HeliRussia-2011
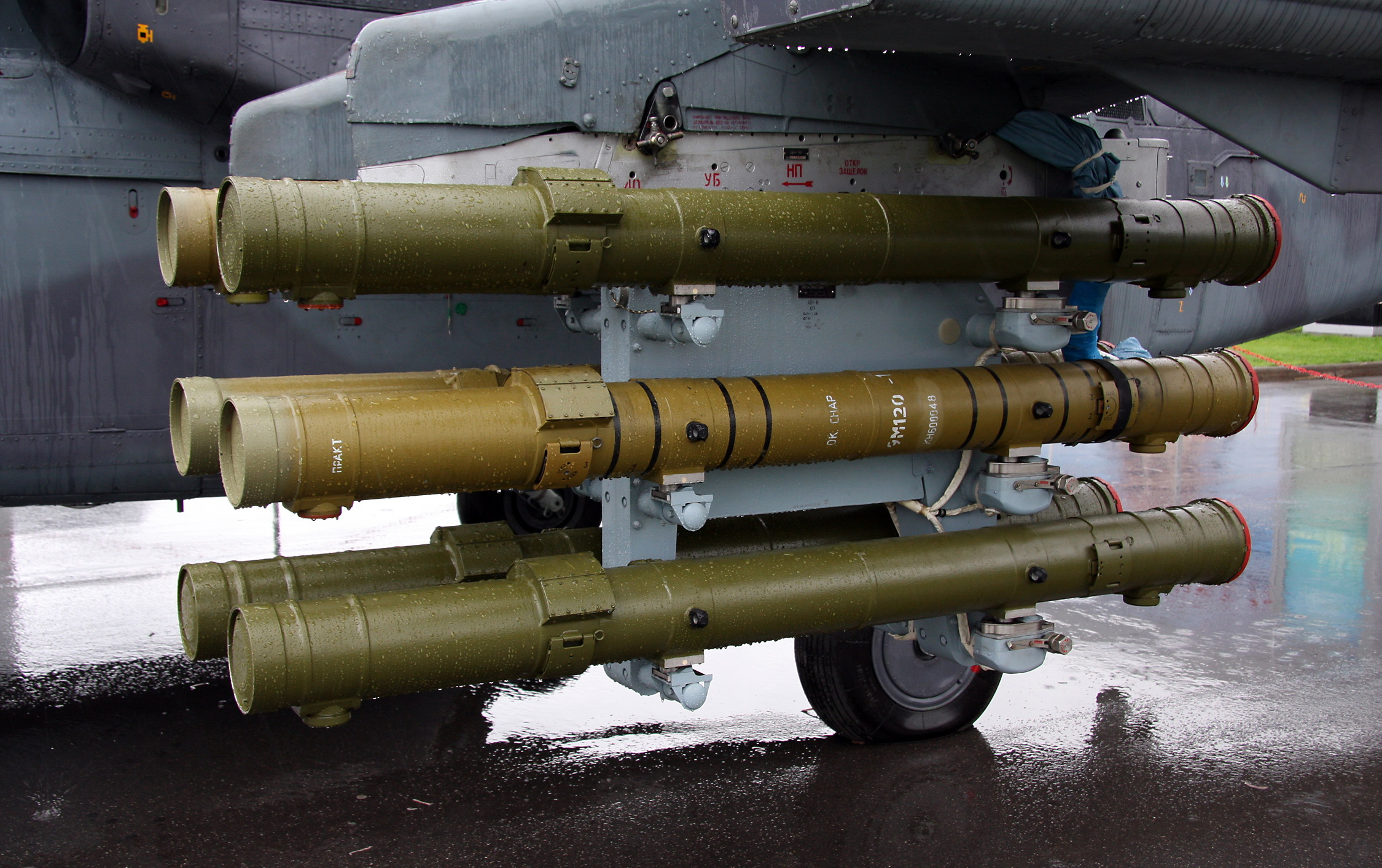
ПТУР 9М120-1 «Атака» на внешнем узле подвески вооружения левой консоли крыла Ка-52 (бортовой № 063), HeliRussia-2009
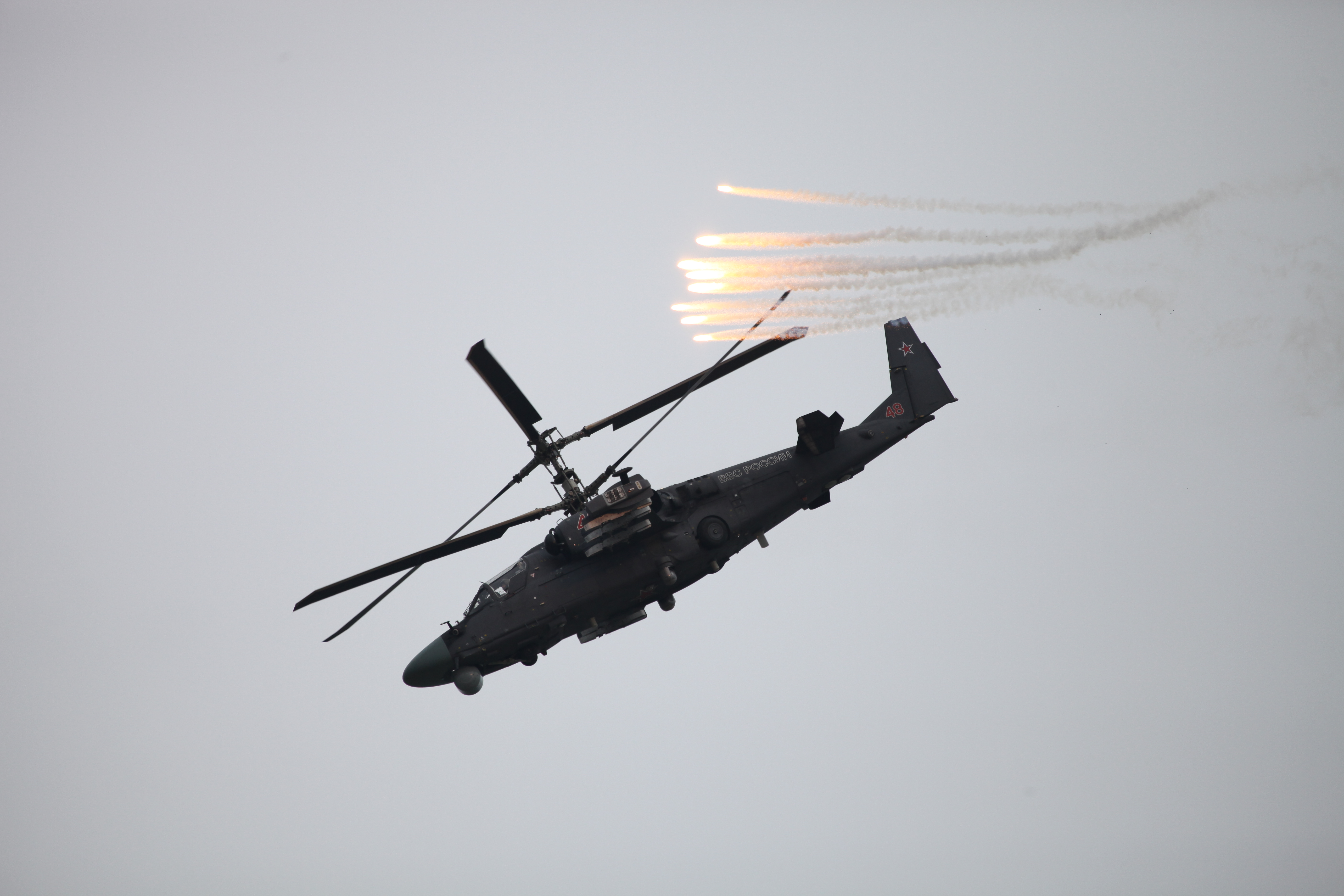
Ka-52 (бортовой № 48) на МАКС-2013 — демонстрационный полёт с отстрелом ложных тепловых целей
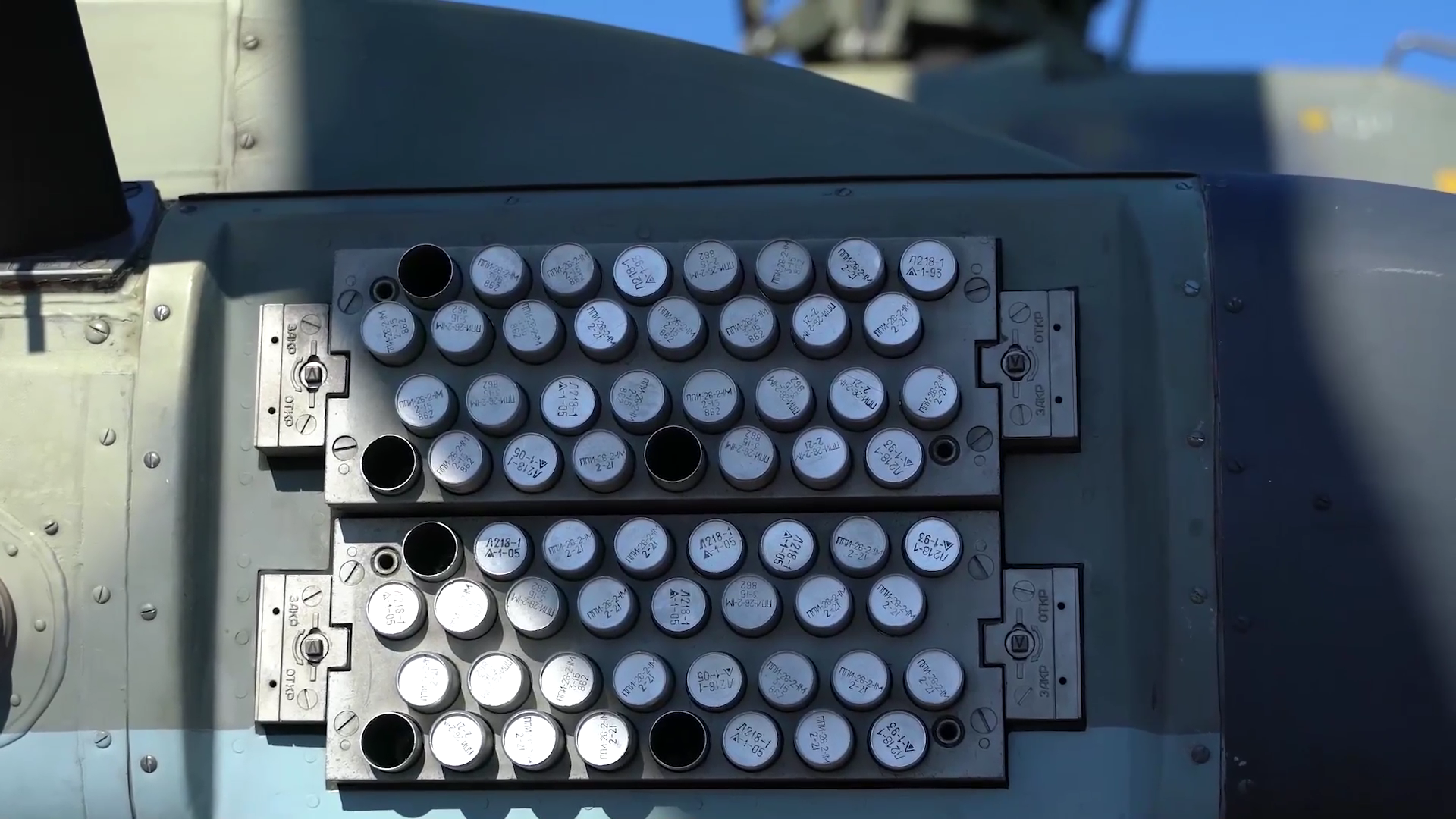
Кассета с ЛТЦ после вылета

## Сравнительные характеристики
|                                      | Ми-28Н         | Ка-52          | AH-64D Apache Longbow (Block III) | Bell AH-1Z Viper                  | AgustaWestland T129 | Eurocopter Tiger         |
| ------------------------------------ | -------------- | -------------- | --------------------------------- | --------------------------------- | ------------------- | ------------------------ |
| Внешний вид                          |                |                |                                   |                                   |                     |                          |
| Год принятия на вооружение           | 2009           | 2011           | 2011                              | 2011                              | 2012                | 2003                     |
| Масса пустого, кг                    | 8095           | 7800           | 5165                              | 5580                              | 2530                | 3060                     |
| Масса топлива, кг                    | 1500           | 1500           | 1100                              | н/д                               | н/д                 | 1100                     |
| Масса боевой нагрузки, кг            | 2300           | 2800           | 1650                              | 1300                              | 1200                | 1570                     |
| Встроенная пушка                     | 1 × 30-мм 2А42 | 1 × 30-мм 2А42 | 1 × 30-мм M230                    | 3 × 20-мм M197                    | 3 × 20-мм M197B     | 1 × 30-мм GIAT 30        |
| Точки подвески                       | 4              | 6              | 4                                 | 6                                 | 4                   | 4                        |
| Максимальная взлётная масса, кг      | 12 000         | 10 800         | 10 400                            | 8390                              | 5000                | 6600                     |
| Силовая установка                    | 2 × ВК-2500-02 | 2 × ВК-2500    | 2 × General Electric T700-GE-701D | 2 × General Electric T700-GE-401C | 2 × LHTEC CTS800-4A | 2 × Rolls-Royce MTR390-E |
| Мощность двигателя, л. с.            | 2 × 2200       | 2 × 2400       | 2 × 2000                          | 2 × 1800                          | 2 × 1360            | 2 × 1464                 |
| Максимальная скорость, км/ч          | 300            | 310            | 300                               | 300                               | 280                 | 290                      |
| Практическая дальность (без ПТБ), км | 450            | 520            | 480                               | 680                               | 550                 | 740                      |
| Практический потолок, м              | 5000           | 5500           | 5900                              | 6100                              | 6000                | 4000                     |
| Скороподъёмность, м/с                | 13,6           | 16,0           | 12,3                              | 14,2                              | 11,3                | 14,0                     |
| Стоимость, млн USD                   | ~16,0          | ~16,0          | 52,0-61,0                         | 27,0-31,0                         | 43,0-53,0           | 39,0                     |

|                                      | Denel AH-2 Rooivalk      | Kawasaki OH-1 Ninja     | Harbin Z-19 | CAIC WZ-10                          | HAL LCH                  | HESA Shahed 285      |
| ------------------------------------ | ------------------------ | ----------------------- | ----------- | ----------------------------------- | ------------------------ | -------------------- |
|                                      |                          |                         |             |                                     |                          |                      |
| Год принятия на вооружение           | 1999                     | 2000                    | —           | 2011                                | 2013 (план)              | н/д                  |
| Масс пустого, кг                     | 5730                     | 2450                    | 2350        | 5400                                | 3000                     | 820                  |
| Масса топлива, кг                    | 1470                     | н/д                     | н/д         | н/д                                 | н/д                      | н/д                  |
| Масса боевой нагрузки, кг            | 1560                     | н/д                     | н/д         | 1500                                | н/д                      | н/д                  |
| Встроенная пушка                     | 1 × 20-мм F2             | —                       | 1 × 23-мм   | 1 × 23-мм                           | 1 × 20-мм                | 1 × 7,62-мм          |
| Точки подвески                       | 6                        | 4                       | 4           | 4                                   | 4                        | 2                    |
| Максимальная взлётная масса, кг      | 8750                     | 4000                    | 4500        | 7500                                | 5500                     | 1450                 |
| Силовая установка                    | 2 × Turbomeca Makila 1K2 | 2 × Mitsubishi TS1-10QT | 2 × WZ-8A   | 2 × Pratt & Whitney Canada PT6C-67C | 2 × HAL/Turbomeca Shakti | 1 × Allison 250-C20J |
| Мощность двигателя, л. с.            | 2 × 1500                 | 2 × 890                 | 2 × 850     | 2 × 1530                            | 2 × 1200                 | 1 × 420              |
| Максимальная скорость, км/ч          | 280                      | 280                     | 245         | 300                                 | 275                      | 225                  |
| Практическая дальность (без ПТБ), км | 700                      | 550                     | 700         | н/д                                 | 700                      | 800                  |
| Практический потолок, м              | 6100                     | н/д                     | 4900        | н/д                                 | 6500                     | 4150                 |
| Скороподъёмность, м/с                | 13,3                     | н/д                     | 9,0         | н/д                                 | 12,0                     | 7,0                  |
| Стоимость, млн USD                   | ~40,0                    | н/д                     | н/д         | н/д                                 | ~22,0                    | н/д                  |